# IUCN Red List vulnerable species (Plantae)
IUCNs Rødliste over truede planter rummer planter fra IUCNs Rødliste over truede arter, der den 30. januar 2010 identificerede 5.075 sårbare arter, underarter og varieteter, bestande og underpopulationer indenfor Planteriget.
En tilsvarende søgning 11. februar 2016 giver 4603 sårbare taxa. Medtager man, hvad der er tilføjet listen mellem 2010 og 2015, så er tallet 5853.

## Mosser (Bryophyta)

### Hornblade(Anthocerotopsida)

#### Dendrocerotales

##### Dendrocerotaceae
- Dendroceros japonicus

### Bladmosser(Bryopsida)

#### Mos-ordenen(Bryales)

##### Amblystegiaceae
- Donrichardsia macroneuron
- Gradsteinia torrenticola

##### Echinodiaceae
- Echinodium renauldii
- Echinodium setigerum

##### Grimmiaceae
- Leucoperichaetium eremophilum

##### Orthotrichaceae
- Orthotrichum scanicum

##### Rhachitheciaceae
- Hypnodontopsis apiculata

#### Calobryales

##### Takakiaceae
- Takakia ceratophylla

#### Pottiales

##### Pottiaceae
- Aschisma kansanum

#### Tørvemos-ordenen(Sphagnales)

##### Tørvemos-familien(Sphagnaceae)
- Sphagnum leucobryoides
- Sphagnum novo-caledoniae

### Marchantiopsida

#### Jungermanniales

##### Calypogeiaceae
- Calypogeia rhynchophylla

##### Cephaloziaceae
- Haesselia roraimensis
- Nowellia wrightii

##### Jungermanniaceae
- Hattoria yakushimensis
- Jamesoniella undulifolia
- Nardia huerlimannii
- Scaphophyllum speciosum

##### Lejeuneaceae
- Dactylolejeunea acanthifolia
- Fulfordianthus evansii
- Myriocoleopsis fluviatilis

##### Personiellaceae
- Perssoniella vitreocincta

##### Radulaceae
- Radula jonesii

##### Scapaniaceae
- Scapania sphaerifera

#### Marchantiales

##### Ricciaceae
- Riccia alatospora
- Riccia atlantica

#### Metzgeriales

##### Fossombroniaceae
- Sewardiella tuberifera

## Ulvefodsplanter(Lycopodiophyta)

### Brasenføde-klassen(Isoetopsida)

#### Brasenføde-ordenen(Isoetales)

##### Isoetaceae
- Isoetes ecuadoriensis

### Ulvefod-klassen(Lycopodiopsida)

#### Ulvefod-ordenen(Lycopodiales)

##### Ulvefod-familien(Lycopodiaceae)
- Huperzia ascendens
- Huperzia austroecuadorica
- Huperzia columnaris
- Huperzia compacta
- Huperzia espinosana
- Huperzia llanganatensis
- Huperzia scabrida
- Huperzia talpiphila

### Dværgulvefodsplanter(Selaginellopsida)

#### Dværgulvefod-ordenen(Selaginellales)

##### Dværgulvefod-familien(Selaginellaceae)
- Selaginella carinata

## Polypodiophyta

### Bregner(Polypodiopsida)

#### Engelsød-ordenen(Polypodiales)

##### Radeløv-familien(Aspleniaceae)
- Asplenium schweinfurthii

##### Kambregne-familien(Blechnaceae)
- Blechnum eburneum
- Blechnum monomorphum
- Blechnum sodiroi

##### Mangeløv-familien(Dryopteridaceae)
- Cyrtomium nephrolepioides
- Polybotrya andina
- Polystichum bonapartii

##### Lomariopsidaceae
- Bolbitis riparia
- Elaphoglossum antisanae
- Elaphoglossum bifurcatum
- Elaphoglossum bryogenes
- Elaphoglossum ecuadorense
- Elaphoglossum heliconiaefolium
- Elaphoglossum hieronymi
- Elaphoglossum inciens
- Elaphoglossum molle
- Elaphoglossum muriculatum
- Elaphoglossum oleandropsis
- Elaphoglossum yatesii

##### Dunbregne-familien(Thelypteridaceae)
- Cyclosorus sino-acuminata
- Thelypteris aculeata
- Thelypteris appressa
- Thelypteris campii
- Thelypteris chimboracensis
- Thelypteris conformis
- Thelypteris correllii
- Thelypteris dodsonii
- Thelypteris elegantula
- Thelypteris euthythrix
- Thelypteris rosenstockii
- Thelypteris subtilis

##### Fjerbregne-familien(Woodsiaceae)
- Diplazium chimboanum
- Diplazium divisissimum
- Diplazium leptogrammoides
- Diplazium mildei
- Diplazium navarretei
- Diplazium oellgaardii
- Diplazium palaviense
- Diplazium rivale
- Woodsia indusiosa

#### Træbregne-ordenen(Cyatheales)

##### Træbregne-familien(Cyatheaceae)
- Cyathea bipinnata
- Cyathea halonata
- Cyathea hemiepiphytica
- Cyathea punctata

#### Ørnebregne-ordenen(Dennstaedtiales)

##### Ørnebregne-familien(Dennstaedtiaceae)
- Dennstaedtia macrosora
- Dennstaedtia paucirrhiza
- Dennstaedtia tryoniana

#### Hindebregne-ordenen(Hymenophyllales)

##### Hindebregne-familien(Hymenophyllaceae)
- Hymenophyllum alveolatum
- Trichomanes paucisorum

#### Engelsød-ordenen(Polypodiales)

##### Engelsød-familien(Polypodiaceae)
- Campyloneurum oellgaardii
- Ceradenia melanopus
- Ceradenia semiadnata
- Leptochilus cantoniensis
- Micropolypodium aphelolepis
- Polypodium latissimum
- Polypodium quitense

##### Venushår-familien(Pteridaceae)
- Hecistopteris pinnatifida
- Sinopteris albofusca

## Rødalger(Rhodophyta)

### Florideophyceae

#### Ceramiales

##### Delesseriaceae
- Acrosorium papenfussii
- Austrofolium equatorianum
- Pseudolaingia hancockii

## Karplanter(Tracheophyta)

### Nåletræ-klassen(Coniferopsida)

#### Gran-ordenen(Coniferales)

##### Abeskræk-familien(Araucariaceae)
- Agathis corbassonii
- Agathis dammara
- Agathis flavescens
- Agathis kinabaluensis
- Agathis lenticula
- Agathis moorei
- Agathis orbicula
- Agathis philippinensis
- Agathis silbae
- Araucaria araucana
- Araucaria heterophylla
- Araucaria schmidii

##### Blommetaks-familien(Cephalotaxaceae)
- Cephalotaxus lanceolata
- Cephalotaxus mannii
- Cephalotaxus oliveri

##### Cypres-familien(Cupressaceae)
- Athrotaxis cupressoides
- Athrotaxis laxifolia
- Athrotaxis selaginoides
- Austrocedrus chilensis
- Callitris baileyi
- Callitris drummondii
- Callitris monticola
- Callitris oblonga
- Callitris roei
- Calocedrus macrolepis
- Chamaecyparis lawsoniana
- Chamaecyparis obtusa var. formosana
- Cunninghamia konishii
- Cupressus arizonica var. montana
- Cupressus arizonica var. nevadensis
- Cupressus arizonica var. stephensonii
- Cupressus bakeri
- Cupressus cashmeriana
- Cupressus chengiana var. chengiana
- Cupressus chengiana
- Cupressus gigantea
- Cupressus goveniana var. goveniana
- Cupressus goveniana
- Cupressus guadalupensis var. forbesii
- Cupressus guadalupensis
- Cupressus macrocarpa
- Juniperus barbadensis var. lucayana
- Juniperus barbadensis
- Juniperus blancoi var. mucronata
- Juniperus blancoi
- Juniperus brevifolia
- Juniperus comitana
- Juniperus deppeana var. robusta
- Juniperus deppeana var. zacatecensis
- Juniperus durangensis
- Juniperus gamboana
- Juniperus recurva var. coxii
- Juniperus saxicola
- Libocedrus yateensis
- Neocallitropsis pancheri
- Pilgerodendron uviferum
- Sequoia sempervirens
- Sequoiadendron giganteum
- Taiwania cryptomerioides
- Widdringtonia schwarzii

##### Gran-familien(Pinaceae)
- Abies chensiensis ssp. chensiensis
- Abies chensiensis ssp. yulongxueshanensis
- Abies delavayi ssp. fansipanensis
- Abies durangensis var. coahuilensis
- Abies forrestii var. georgei
- Abies fraseri
- Abies guatemalensis var. guatemalensis
- Abies guatemalensis var. jaliscana
- Abies guatemalensis var. tacanensis
- Abies guatemalensis
- Abies hickelii var. hickelii
- Abies hickelii var. oaxacana
- Abies hickelii
- Abies numidica
- Abies pinsapo var. pinsapo
- Abies pinsapo var. tazaotana
- Abies recurvata var. recurvata
- Abies sachalinensis var. gracilis
- Abies sibirica ssp. semenovii
- Abies squamata
- Abies vejarii ssp. mexicana
- Cedrus brevifolia
- Larix decidua var. polonica
- Larix mastersiana
- Larix potaninii var. himalaica
- Picea alcoquiana var. acicularis
- Picea alcoquiana var. reflexa
- Picea brachytyla var. complanata
- Picea brachytyla
- Picea farreri
- Picea koraiensis var. pungsanensis
- Picea likiangensis var. hirtella
- Picea maximowiczii var. maximowiczii
- Picea maximowiczii var. senanensis
- Picea maximowiczii
- Picea morrisonicola
- Picea omorika
- Picea retroflexa
- Pinus albicaulis
- Pinus brutia var. pityusa
- Pinus caribaea var. caribaea
- Pinus cembroides ssp. lagunae
- Pinus dabeshanensis
- Pinus greggii var. australis
- Pinus krempfii
- Pinus longaeva
- Pinus merkusii
- Pinus nelsoni
- Pinus nigra ssp. dalmatica
- Pinus palustris
- Pinus rzedowskii
- Pinus strobus var. chiapensis
- Pinus tecunumanii
- Pinus torreyana
- Pseudotsuga japonica
- Pseudotsuga sinensis var. brevifolia
- Pseudotsuga sinensis var. gaussenii
- Pseudotsuga sinensis var. sinensis
- Pseudotsuga sinensis
- Tsuga forrestii

##### Sydtaks-familien(Podocarpaceae)
- Afrocarpus mannii
- Afrocarpus usambarensis
- Dacrydium ericioides
- Dacrydium gracile
- Dacrydium leptophyllum
- Falcatifolium angustum
- Halocarpus kirkii
- Lepidothamnus fonkii
- Nageia maxima
- Podocarpus angustifolius
- Podocarpus aristulatus
- Podocarpus brevifolius
- Podocarpus costaricensis
- Podocarpus decumbens
- Podocarpus gibbsii
- Podocarpus lophatus
- Podocarpus pallidus
- Podocarpus polyspermus
- Podocarpus salignus
- Prumnopitys andina
- Retrophyllum rospigliosii

##### Parasoltræ-familien(Sciadopityaceae)
- Sciadopitys verticillata

##### Taks-familien(Taxaceae)
- Amentotaxus argotaenia var. argotaenia
- Amentotaxus argotaenia var. brevifolia
- Amentotaxus argotaenia
- Amentotaxus assamica
- Amentotaxus poilanei
- Amentotaxus yunnanensis
- Pseudotaxus chienii
- Torreya grandis var. fargesii

### Cykas-klassen(Cycadopsida)

#### Cykas-ordenen(Cycadales)

##### Cykas-familien(Cycadaceae)
- Cycas conferta
- Cycas desolata
- Cycas diannanensis
- Cycas elongata
- Cycas inermis
- Cycas lindstromii
- Cycas macrocarpa
- Cycas micholitzii
- Cycas nongnoochiae
- Cycas pachypoda
- Cycas pectinata
- Cycas pranburiensis
- Cycas seemannii
- Cycas segmentifida
- Cycas siamensis
- Cycas silvestris
- Cycas sp. nov. 'bifida'
- Cycas sp. nov. 'collina'
- Cycas sp. nov. 'condaoensis'
- Cycas sp. nov. 'dolichophylla'
- Cycas taitungensis

##### Zamiaceae
- Ceratozamia mexicana
- Ceratozamia microstrobila
- Ceratozamia miqueliana
- Ceratozamia robusta
- Dioon califanoi
- Dioon merolae
- Dioon purpusii
- Dioon rzedowskii
- Dioon spinulosum
- Dioon tomasellii
- Encephalartos altensteinii
- Encephalartos aplanatus
- Encephalartos barteri ssp. barteri
- Encephalartos barteri
- Encephalartos delucanus
- Encephalartos ghellinckii
- Encephalartos gratus
- Encephalartos humilis
- Encephalartos macrostrobilus
- Encephalartos manikensis
- Encephalartos ngoyanus
- Encephalartos paucidentatus
- Encephalartos princeps
- Encephalartos schaijesii
- Encephalartos sclavoi
- Encephalartos senticosus
- Encephalartos trispinosus
- Encephalartos umbeluziensis
- Encephalartos whitelockii
- Macrozamia conferta
- Macrozamia cranei
- Macrozamia crassifolia
- Macrozamia humilis
- Macrozamia lomandroides
- Macrozamia occidua
- Macrozamia parcifolia
- Macrozamia secunda
- Macrozamia viridis
- Zamia amblyphyllidia
- Zamia encephalartoides
- Zamia furfuracea
- Zamia gentryi
- Zamia herrerae
- Zamia ipetiensis
- Zamia soconuscensis
- Zamia standleyi

### Enkimbladede(Liliopsida)

#### Skeblad-ordenen(Alismatales)

##### Skeblad-familien(Alismataceae)
- Echinodorus eglandulosus

##### Arum-familien(Araceae)
- Amorphophallus preussii
- Anthurium albovirescens
- Anthurium auritum
- Anthurium balslevii
- Anthurium bullosum
- Anthurium cabuyalense
- Anthurium ceratiinum
- Anthurium curtispadix
- Anthurium dolichophyllum
- Anthurium ecuadorense
- Anthurium esmeraldense
- Anthurium gualeanum
- Anthurium hebetatilaminum
- Anthurium jaramilloi
- Anthurium jimenae
- Anthurium lennartii
- Anthurium leonianum
- Anthurium magnifolium
- Anthurium manabianum
- Anthurium miniatum
- Anthurium nemorale
- Anthurium oxyphyllum
- Anthurium pedunculare
- Anthurium polystictum
- Anthurium punctatum
- Anthurium rimbachii
- Anthurium silanchense
- Anthurium subcoerulescens
- Anthurium superbum
- Anthurium tenaense
- Chlorospatha castula
- Chlorospatha ilensis
- Gonatopus petiolulatus
- Philodendron hooveri
- Philodendron musifolium
- Philodendron riparium
- Rhaphidophora pusilla
- Stenospermation gracile
- Stenospermation hilligii
- Stylochaeton crassispathus
- Stylochaeton euryphyllus
- Stylochaeton milneanus
- Syngonium harlingianum
- Syngonium sparreorum

#### Palme-ordenen(Arecales)

##### Palme-familien(Palmae el. Arecaceae)
- Aiphanes chiribogensis
- Aiphanes duquei
- Aiphanes lindeniana
- Alloschmidia glabrata
- Archontophoenix myolensis
- Areca ipot
- Areca parens
- Areca whitfardii
- Arenga listeri
- Arenga wightii
- Asterogyne spicata
- Bactris coloniata
- Bactris jamaicana
- Bactris longiseta
- Bactris pickelii
- Basselinia favieri
- Basselinia iterata
- Basselinia tomentosa
- Basselinia vestita
- Bentinckia condapanna
- Borassodendron machadonis
- Borassus madagascariensis
- Brahea aculeata
- Brahea nitida
- Brahea pimo
- Butia eriospatha
- Butia purpurascens
- Calamus egregius
- Ceroxylon echinulatum
- Ceroxylon quindiuense
- Coccothrinax pauciramosa
- Colpothrinax wrightii
- Copernicia brittonorum
- Copernicia gigas
- Corypha microclada
- Cyphophoenix elegans
- Cyphosperma trichospadix
- Deckenia nobilis
- Dypsis bejofo
- Dypsis coursii
- Dypsis decaryi
- Dypsis decipiens
- Dypsis fasciculata
- Dypsis lanceolata
- Dypsis malcomberi
- Dypsis mananjarensis
- Dypsis mcdonaldiana
- Dypsis onilahensis
- Dypsis oreophila
- Dypsis paludosa
- Dypsis pembana
- Dypsis perrieri
- Dypsis pilulifera
- Dypsis prestoniana
- Dypsis procera
- Dypsis scottiana
- Dypsis serpentina
- Dypsis tsaravoasira
- Dypsis utilis
- Euterpe luminosa
- Gaussia attenuata
- Gaussia gomez-pompae
- Gaussia maya
- Gulubia microcarpa
- Hedyscepe canterburyana
- Howea belmoreana
- Howea forsteriana
- Juania australis
- Jubaea chilensis
- Jubaeopsis caffra
- Licuala dasyantha
- Livistona carinensis
- Livistona robinsoniana
- Livistona woodfordii
- Lodoicea maldivica
- Mackeea magnifica
- Marojejya insignis
- Masoala madagascariensis
- Metroxylon amicarum
- Normanbya normanbyi
- Oenocarpus circumtextus
- Oncosperma platyphyllum
- Orania ravaka
- Pholidocarpus kingianus
- Pholidocarpus macrocarpus
- Pritchardia lowreyana
- Pritchardia waialealeana
- Raphia regalis
- Ravenea dransfieldii
- Ravenea glauca
- Ravenea krociana
- Ravenea musicalis
- Ravenea rivularis
- Ravenea sambiranensis
- Ravenea xerophila
- Rhopaloblaste augusta
- Roystonea lenis
- Sabal gretheriae
- Sabal pumos
- Sabal uresana
- Schippia concolor
- Syagrus glaucescens
- Syagrus stratincola
- Thrinax rivularis var. rivularis
- Thrinax rivularis var. savannarum
- Veitchia pedionoma
- Veitchia simulans
- Wettinia aequatorialis
- Wettinia longipetala

#### Tradescantia-ordenen(Commelinales)

##### Tradescantia-familien(Commelinaceae)
- Aneilema silvaticum
- Palisota preussiana

#### Græs-ordenen(Poales)

##### Ananas-familien(Bromeliaceae)
- Aechmea aculeatosepala
- Aechmea biflora
- Aechmea lugoi
- Aechmea patriciae
- Aechmea roeseliae
- Aechmea wuelfinghoffii
- Greigia atrobrunnea
- Guzmania aequatorialis
- Guzmania alborosea
- Guzmania andreettae
- Guzmania atrocastanea
- Guzmania bergii
- Guzmania corniculata
- Guzmania dalstroemii
- Guzmania fusispica
- Guzmania harlingii
- Guzmania hirtzii
- Guzmania hollinensis
- Guzmania inexpectata
- Guzmania izkoi
- Guzmania kentii
- Guzmania madisonii
- Guzmania pseudospectabilis
- Guzmania puyoensis
- Guzmania sieffiana
- Guzmania zakii
- Mezobromelia brownii
- Pepinia carnososepala
- Pepinia fulgens
- Pepinia harlingii
- Pepinia verrucosa
- Pitcairnia andreetae
- Pitcairnia devansayana
- Pitcairnia ferrell-ingramiae
- Pitcairnia hirtzii
- Pitcairnia prolifera
- Pitcairnia stevensonii
- Pitcairnia unilateralis
- Pitcairnia violascens
- Puya obconica
- Puya pichinchae
- Puya pygmaea
- Puya sodiroana
- Racinaea blassii
- Racinaea euryelytra
- Racinaea hauggiae
- Racinaea tandapiana
- Tillandsia aequatorialis
- Tillandsia brenneri
- Tillandsia cucullata
- Tillandsia emergens
- Tillandsia hirtzii
- Tillandsia marnieri-lapostollei
- Tillandsia pretiosa
- Tillandsia raackii
- Tillandsia rhodosticta
- Tillandsia sodiroi
- Vriesea andreettae
- Vriesea limonensis
- Vriesea lutheri
- Vriesea penduliscapa
- Vriesea tillii
- Vriesea wuelfinghoffii
- Werauhia haltonii
- Werauhia paupera

##### Halvgræs-familien(Cyperaceae)
- Bulbostylis densa var. cameroonensis
- Cyperus rheophytorum
- Mapania ferruginea
- Uncinia ecuadorensis
- Uncinia subsacculata
- Uncinia tenuifolia

##### Græs-familien(Gramineae el. Poaceae)
- Aristida guayllabambensis
- Calamagrostis aurea
- Calamagrostis carchiensis
- Calamagrostis expansa
- Calamagrostis fulgida
- Calamagrostis hirta
- Calamagrostis llanganatensis
- Calamagrostis steyermarkii
- Calamagrostis teretifolia
- Chusquea falcata
- Chusquea loxensis
- Chusquea maclurei
- Colpodium chionogeiton
- Colpodium hedbergii
- Danthonia holm-nielsenii
- Deschampsia angusta
- Festuca caldasii
- Festuca parciflora
- Hypseochloa cameroonensis
- Neurolepis asymmetrica
- Neurolepis laegaardii
- Neurolepis villosa
- Panicum socotranum
- Paspalum rugulosum
- Sporobolus caespitosus

##### Eriocaulaceae
- Eriocaulon asteroides
- Eriocaulon bamendae
- Eriocaulon parvulum
- Syngonanthus yacuambensis

#### Lilje-ordenen(Liliales)

##### Inkalilje-familien(Alstroemeriaceae)
- Bomarea elegans
- Bomarea gracilis
- Bomarea lanata
- Bomarea lutea

#### Asparges-ordenen(Asparagales)

##### Påskelilje-familien(Amaryllidaceae)
- Eucrosia dodsonii
- Eucrosia stricklandii
- Pamianthe parviflora
- Phaedranassa cinerea
- Phaedranassa schizantha

##### Asparges-familien(Asparagaceae)
- Dipcadi kuriensis
- Dracaena cinnabari
- Dracaena draco
- Dracaena viridiflora
- Eriospermum halenbergense
- Pleomele auwahiensis
- Pleomele halapepe

##### Iris-familien(Iridaceae)
- Gladiolus pole-evansii
- Moraea callista

##### Gøgeurt-familien(Orchidaceae)
- Aerides leeanum
- Angraecopsis cryptantha
- Angraecopsis tridens
- Angraecum pyriforme
- Anoectochilus sandvicensis
- Bartholina etheliae
- Bulbophyllum bifarium
- Bulbophyllum gravidum
- Bulbophyllum jaapii
- Bulbophyllum nigericum
- Calanthe delavayi
- Calanthe fargesii
- Calanthe henryi
- Dendrobium sanderae
- Diaphananthe polydactyla
- Disperis mildbraedii
- Epigeneium treacherianum
- Eulophia faberi
- Gastrodia elata
- Genyorchis macrantha
- Habenaria delavayi
- Habenaria fargesii
- Habenaria finetiana
- Habenaria fordii
- Habenaria mairei
- Habenaria nigrescens
- Habenaria obovata
- Habenaria thomana
- Habenaria yuana
- Hemipilia flabellata
- Hemipilia forrestii
- Hemipilia limprichtii
- Herminium ophioglossoides
- Holothrix socotrana
- Platanthera deflexilabella
- Platanthera finetiana
- Platanthera likiangensis
- Platanthera longiglandula
- Platanthera oreophila
- Platanthera platantheroides
- Platanthera sinica
- Pleione chunii
- Pleione formosana
- Pleione pleionoides
- Polystachya bicalcarata
- Tsaiorchis neottianthoides

##### Xanthorrhoeaceae(tidligere: Asphodelaceae)
- Aloe brachystachys
- Aloe bussei
- Aloe leachii
- Aloe massawana
- Aloe ramosissima
- Aloe squarrosa
- Aloe ukambensis
- Kniphofia goetzei
- Trachyandra erythrorrhiza
- Trachyandra peculiaris

#### Yams-ordenen(Dioscoreales)

##### Burmanniaceae
- Afrothismia insignis
- Thismia melanomitra

##### Yams-familien(Dioscoreaceae)
- Dioscorea longicuspis
- Dioscorea rosei

#### Skruepalme-ordenen(Pandanales)

##### Cyclanthaceae
- Asplundia cayapensis
- Asplundia cuspidata
- Asplundia lilacina
- Asplundia meraensis
- Asplundia pastazana
- Asplundia quinindensis
- Asplundia sparrai
- Sphaeradenia brachiolata
- Sphaeradenia versicolor

##### Skruepalme-familien(Pandanaceae)
- Freycinetia auriculata
- Pandanus aldabraensis
- Pandanus balfourii
- Pandanus decastigma
- Pandanus decipiens
- Pandanus decumbens
- Pandanus gabonensis
- Pandanus halleorum
- Pandanus hornei
- Pandanus joskei
- Pandanus kajui
- Pandanus multispicatus
- Pandanus petersii
- Pandanus sechellarum
- Pandanus taveuniensis
- Pandanus thomensis

#### Ingefær-ordenen(Zingerberales)

##### Costaceae
- Costus geothyrsus
- Costus zamoranus

##### Heliconiaceae
- Heliconia berryi
- Heliconia brenneri
- Heliconia excelsa
- Heliconia fredberryana
- Heliconia gaiboriana
- Heliconia litana
- Heliconia lutheri
- Heliconia markiana
- Heliconia obscura
- Heliconia paludigena
- Heliconia pardoi
- Heliconia peckenpaughii
- Heliconia peteriana
- Heliconia riopalenquensis
- Heliconia virginalis

##### Marantaceae
- Calathea congesta
- Calathea curaraya
- Calathea gandersii
- Calathea lanicaulis
- Calathea latrinotecta
- Calathea multicinta
- Calathea pluriplicata
- Stromanthe ramosissima
- Thalia pavonii

##### Ingefær-familien(Zingiberaceae)
- Renealmia oligotricha

### Tokimbladede(Magnoliopsida)

#### Uden fast tilknytning

##### Icacinaceae
- Alsodeiopsis schumannii
- Cantleya corniculata
- Desmostachys vogelii
- Gomphandra comosa
- Grisollea thomassetii
- Mappia racemosa
- Metteniusa cundinamarcensis
- Metteniusa edulis
- Metteniusa huilensis
- Metteniusa santanderensis

#### Skærmplante-ordenen(Apiales)

##### Skærmplante-familien(Umbelliferae el. Apiaceae)
- Cotopaxia asplundii
- Hydrocotyle hexagona
- Hydrocotyle yanghuangensis
- Lefebvrea droopii
- Nirarathamnos asarifolius
- Oreofraga morrisiana
- Peucedanum kupense
- Rughidia milleri
- Sium bracteatum

##### Vedbend-familien(Araliaceae)
- Aralia chinensis
- Aralia debilis
- Aralia javanica
- Aralia malabarica
- Aralia tibetana
- Arthrophyllum proliferum
- Arthrophyllum pulgarense
- Brassaiopsis minor
- Brassaiopsis simplex
- Cheirodendron forbesii
- Cussonia bancoensis
- Cussonia gamtoosensis
- Dendropanax alberti-smithii
- Dendropanax blakeanus
- Dendropanax lanceifolius
- Dendropanax marginiferus
- Dendropanax ovalifolius
- Dendropanax portlandianus
- Dendropanax productus
- Dendropanax sessiliflorus
- Gastonia crassa
- Gastonia sechellarum var. sechellarum
- Hederopsis maingayi
- Hederopsis major
- Macropanax chienii
- Macropanax concinnus
- Meryta choristantha
- Meryta lucida
- Meryta sinclairii
- Meryta sonchifolia
- Myodocarpus angustialatus
- Oreopanax arcanus
- Oreopanax candamoanus
- Oreopanax cissoides
- Oreopanax echinops
- Oreopanax hedraeostrobilus
- Oreopanax ischnolobus
- Oreopanax jelskii
- Oreopanax obscurus
- Oreopanax oerstediana
- Oreopanax peltatus
- Oreopanax raimondii
- Oreopanax rosei
- Oreopanax sanderianus
- Oreopanax sessiliflorus
- Oreopanax stenophyllus
- Osmoxylon arrhenicum
- Osmoxylon chrysanthum
- Osmoxylon corneri
- Osmoxylon ellipsoideum
- Osmoxylon lanceolatum
- Osmoxylon reburrum
- Osmoxylon whitmorei
- Pentapanax castanopsisicola
- Polyscias kikuyuensis
- Polyscias nothisii
- Pseudopanax scopoliae
- Pseudosciadium balansae
- Schefflera apioidea
- Schefflera beccariana
- Schefflera brenesii
- Schefflera capitulifera
- Schefflera chapana
- Schefflera costata
- Schefflera diplodactyla
- Schefflera dolichostyla
- Schefflera euryphylla
- Schefflera gleasonii
- Schefflera hierniana
- Schefflera mannii
- Schefflera multinervia
- Schefflera nervosa
- Schefflera procumbens
- Schefflera sp. nov. 'nanocephala'
- Schefflera troyana
- Schefflera urbaniana
- Sinopanax formosanus
- Tetrapanax tibetanus

##### Melanophyllaceae
- Melanophylla madagascariensis

##### Klæbefrø-familien(Pittosporaceae)
- Pittosporum artense
- Pittosporum collinum
- Pittosporum dallii
- Pittosporum fairchildii
- Pittosporum goetzei
- Pittosporum linearifolium
- Pittosporum orohenense
- Pittosporum paniense
- Pittosporum pauciflorum
- Pittosporum senacia ssp. wrightii
- Pittosporum silamense
- Pittosporum terminalioides

#### Kristtorn-ordenen(Aquifoliales)

##### Kristtorn-familien(Aquifoliaceae)
- Ilex abscondita
- Ilex acutidenticulata
- Ilex anonoides
- Ilex aracamuniana
- Ilex attenuata
- Ilex brevipedicellata
- Ilex caniensis
- Ilex costaricensis
- Ilex cowanii
- Ilex ericoides
- Ilex florifera
- Ilex glabella
- Ilex guaiquinimae
- Ilex holstii
- Ilex jelskii
- Ilex karuaiana
- Ilex lasseri
- Ilex lechleri
- Ilex maingayi
- Ilex mathewsii
- Ilex mitis var. schliebenii
- Ilex neblinensis
- Ilex palawanica
- Ilex pallida
- Ilex parvifructa
- Ilex perado ssp. platyphylla
- Ilex praetermissa
- Ilex puberula
- Ilex quercetorum
- Ilex savannarum var. morichei
- Ilex tolucana
- Ilex trachyphylla
- Ilex vaccinoides
- Ilex vomitoria ssp. chiapensis
- Ilex vulcanicola

#### Peber-ordenen(Aristolochiales)

##### Slangerod-familien(Aristolochiaceae)
- Aristolochia cucurbitifolia
- Aristolochia cucurbitoides
- Aristolochia hainanensis
- Aristolochia obliqua
- Aristolochia thwaitesii
- Aristolochia yunnanensis
- Asarum crispulatum
- Asarum maximum
- Pararistolochia ceropegioides
- Pararistolochia goldieana

#### Kurvblomst-ordenen(Asterales)

##### Kurvblomst-familien(Compositae el. Asteraceae)
- Achyrocline hallii
- Acmella leucantha
- Adenostemma harlingii
- Adenostemma zakii
- Aequatorium jamesonii
- Aequatorium limonense
- Aequatorium rimachianum
- Aetheolaena rosana
- Ageratina cuencana
- Ageratina dendroides
- Ageratum iltisii
- Aphanactis antisanensis
- Argyroxiphium caliginis
- Argyroxiphium sandwicense subsp. macrocephalum
- Argyroxiphium sandwicense
- Aristeguietia arborea
- Ayapana ecuadorensis
- Ayapanopsis luteynii
- Baccharis hambatensis
- Baccharis hieronymi
- Barnadesia aculeata
- Bidens amplectens
- Bidens campylotheca ssp. campylotheca
- Bidens campylotheca
- Bidens conjuncta
- Bidens hendersonensis var. hendersonensis
- Bidens hendersonensis var. subspathulata
- Bidens mannii
- Bidens molokaiensis
- Bidens populifolia
- Blepharispermum hirtum
- Brachyglottis huntii
- Brachyglottis pentacopa
- Cacosmia harlingii
- Cacosmia hieronymi
- Calea harlingii
- Calea kingii
- Clibadium alatum
- Clibadium harlingii
- Clibadium manabiense
- Clibadium napoense
- Clibadium pastazense
- Clibadium sprucei
- Clibadium zakii
- Commidendrum rugosum
- Cotula moseleyi
- Crassocephalum bauchiense
- Critonia eggersii
- Critoniopsis cotopaxensis
- Critoniopsis harlingii
- Critoniopsis jaramilloi
- Critoniopsis palaciosii
- Critoniopsis sevillana
- Cronquistianthus bulliferus
- Cronquistianthus niveus
- Cronquistianthus origanoides
- Darwiniothamnus alternifolius
- Darwiniothamnus lancifolius ssp. glabriusculus
- Dasphyllum argenteum
- Dendrophorbium balsapampae
- Dendrophorbium dodsonii
- Dendrophorbium ingens
- Dendrophorbium pericaule
- Dendrophorbium pururu
- Dendrophorbium scytophyllum
- Dendrophorbium solisii
- Diplostephium asplundii
- Diplostephium barclayanum
- Dubautia reticulata
- Erato sodiroi
- Erigeron incertus
- Fitchia nutans
- Fitchia tahitensis
- Fleischmannia aequinoctialis
- Fleischmannia harlingii
- Fleischmannia lloensis
- Floscaldasia azorelloides
- Gnaphalium chimborazense
- Grosvenoria hypargyra
- Grosvenoria rimbachii
- Guevaria alvaroi
- Gynoxys azuayensis
- Gynoxys baccharoides
- Gynoxys chimborazensis
- Gynoxys chingualensis
- Gynoxys colanensis
- Gynoxys dielsiana
- Gynoxys jaramilloi
- Gynoxys laurifolia
- Gynoxys miniphylla
- Gynoxys multibracteifera
- Gynoxys pulchella
- Gynoxys reinaldii
- Gynoxys rimbachii
- Hebeclinium obtusisquamosum
- Helichrysum biafranum
- Helichrysum nimmoanum
- Helichrysum sp. nov. A
- Helichrysum sp. nov. B
- Helichrysum suffruticosum
- Hieracium pangoriense
- Joseanthus sparrei
- Jungia ovata
- Kleinia scotti
- Launaea crepoides
- Lecocarpus lecocarpoides
- Liabum barclayae
- Loricaria ollgaardii
- Loricaria scolopendra
- Melanodendron integrifolium
- Mikaniopsis maitlandii
- Mikaniopsis vitalba
- Monactis holwayae
- Monactis lojaensis
- Monactis pallatangensis
- Monticalia befarioides
- Monticalia microdon
- Monticalia rosmarinifolia
- Munnozia asplundii
- Munnozia campii
- Munnozia liaboides
- Mutisia discoidea
- Mutisia magnifica
- Mutisia microcephala
- Mutisia microphylla
- Mutisia rimbachii
- Oblivia ceronii
- Oligactis asplundii
- Oligactis ecuadoriensis
- Oritrophium llanganatense
- Oritrophium ollgaardii
- Pappobolus ecuadoriensis
- Pappobolus juncosae
- Pappobolus nigrescens
- Pappobolus sanchezii
- Paragynoxys regis
- Pentacalia carchiensis
- Pentacalia carmelana
- Pentacalia corazonensis
- Pentacalia dorrii
- Pentacalia floribunda
- Pentacalia hillii
- Pentacalia hurtadoi
- Pentacalia lanceolifolia
- Pentacalia luteynorum
- Pentacalia millei
- Pentacalia moronensis
- Pentacalia napoensis
- Pentacalia palaciosii
- Pentacalia ruficaulis
- Pentacalia sevillana
- Pentacalia zakii
- Pentacalia zamorana
- Phalacraea ecuadorensis
- Plagiocheilus peduncularis
- Pluchea obovata
- Pseudogynoxys sodiroi
- Pulicaria vieraeoides
- Scalesia aspera
- Scalesia baurii ssp. baurii
- Scalesia baurii ssp. hopkinsii
- Scalesia baurii
- Scalesia crockeri
- Scalesia helleri ssp. helleri
- Scalesia helleri ssp. santacruzinua
- Scalesia helleri
- Scalesia incisa
- Scalesia pedunculata
- Scalesia retroflexa
- Scalesia stewartii
- Scalesia villosa
- Sciadocephala asplundii
- Stevia bertholdii
- Stevia crenata
- Verbesina kingii
- Verbesina pseudoclausseni
- Verbesina rivetii
- Verbesina rupestris
- Verbesina saloyensis
- Vernonia bamendae
- Vernonia unicata
- Vernonia zollingerianoides
- Viguiera sodiroi
- Werneria graminifolia
- Xenophyllum rigidum
- Xenophyllum roseum

##### Klokkeblomst-familien(Campanulaceae)
- Burmeistera brachyandra
- Burmeistera crispiloba
- Burmeistera cylindrocarpa
- Burmeistera loejtnantii
- Burmeistera oblongifolia
- Burmeistera racemiflora
- Burmeistera truncata
- Centropogon arcuatus
- Centropogon baezanus
- Centropogon eurystomus
- Centropogon fimbriatulus
- Centropogon jeppesenii
- Centropogon licayensis
- Centropogon papillosus
- Centropogon quebradanus
- Centropogon rubrodentatus
- Centropogon saltuum
- Centropogon trachyanthus
- Centropogon trichodes
- Clermontia hawaiiensis
- Clermontia oblongifolia ssp. oblongifolia
- Clermontia oblongifolia
- Cyanea aculeatiflora
- Cyanea fauriei
- Cyanea habenata
- Cyanea hardyi
- Cyanea leptostegia
- Cyanea solenocalyx
- Cyanea tritomantha
- Lobelia hereroensis
- Lysipomia acaulis
- Lysipomia caespitosa
- Lysipomia oellgaardii
- Siphocampylus affinis
- Siphocampylus humboldtianus
- Wahlenbergia ramosissima ssp. Ramosissima

##### Goodeniaceae
- Scaevola chanii
- Scaevola muluensis
- Scaevola verticillata

#### Calycerales

##### Calyceraceae
- Nastanthus falklandicus

#### Korsblomst-ordenen(Brassicales)

##### Melontræ-familien(Caricaceae)
- Carica jamaicensis
- Carica palandensis
- Cylicomorpha solmsii

##### Kapers-familien(Capparaceae)
- Boscia arabica
- Capparis mollicella
- Capparis sandwichiana
- Capparis sprucei
- Maerua elegans

##### Korsblomst-familien(Cruciferae el. Brassicaceae)
- Cardamine lojanensis
- Draba splendens
- Draba spruceana
- Draba steyermarkii
- Draba stylosa
- Farsetia inconspicua
- Farsetia socotrana
- Hemicrambe townsendii
- Lachnocapsa spathulata
- Lepidium ecuadoriense
- Lepidium quitense
- Phlebolobium maclovianum

##### Moringa-familien(Moringaceae)
- Moringa arborea

#### Buxales(Buksbom-ordenen)

##### Buksbom-familien(Buxaceae)
- Buxus arborea
- Buxus obtusifolia

#### Nellike-ordenen(Caryophyllales)

##### Aizoaceae
- Antimima eendornensis
- Conophytum halenbergense
- Frithia pulchra
- Jensenobotrya lossowiana
- Juttadinteria kovisimontana
- Lithops francisci
- Lithops hermetica
- Lithops werneri
- Ruschianthus falcatus
- Schwantesia constanceae

##### Amarant-familien(Amaranthaceae)
- Achyranthes splendens var. splendens
- Achyranthes splendens
- Achyranthes talbotii
- Alternanthera areschougii
- Alternanthera corymbiformis
- Alternanthera filifolia ssp. glauca
- Alternanthera filifolia ssp. glaucescens
- Alternanthera filifolia ssp. microcephala
- Alternanthera filifolia ssp. nudicaulis
- Alternanthera filifolia ssp. pintensis
- Alternanthera filifolia ssp. rabidensis
- Alternanthera flavicoma
- Alternanthera galapagensis
- Alternanthera grandis
- Alternanthera helleri
- Alternanthera snodgrassii
- Cyathula fernando-poensis
- Froelichia juncea ssp. alata
- Froelichia juncea ssp. juncea
- Froelichia juncea
- Froelichia nudicaulis ssp. curta
- Froelichia nudicaulis ssp. lanigera
- Froelichia nudicaulis ssp. nudicaulis
- Froelichia nudicaulis
- Iresine pedicellata
- Lithophila subscaposa
- Pleuropetalum darwinii

##### Ancistrocladaceae
- Ancistrocladus letestui

##### Asteropeiaceae
- Asteropeia mcphersonii

##### Kaktus-familien(Cactaceae)
- Ariocarpus bravoanus ssp. hintonii
- Ariocarpus scaphirostris
- Arrojadoa dinae
- Arthrocereus melanurus ssp. melanurus
- Arthrocereus melanurus ssp. odorus
- Arthrocereus melanurus
- Arthrocereus rondonianus
- Astrophytum asterias
- Brachycereus nesioticus
- Brasilicereus markgrafii
- Cereus mirabella
- Cipocereus bradei
- Cipocereus crassisepalus
- Coleocephalocereus buxbaumianus ssp. flavisetus
- Coryphantha hintoniorum
- Cumarinia odorata
- Discocactus catingicola
- Discocactus placentiformis
- Discocactus zehntneri ssp. boomianus
- Discocactus zehntneri
- Espostoopsis dybowskii
- Facheiroa cephaliomelana ssp. cephaliomelana
- Facheiroa cephaliomelana ssp. estevesii
- Facheiroa cephaliomelana
- Jasminocereus thouarsii
- Lophophora diffusa
- Mammillaria aureilanata
- Mammillaria gasseriana
- Mammillaria luethyi
- Mammillaria mathildae
- Mammillaria microhelia
- Mammillaria rettigiana
- Mammillaria weingartiana
- Melocactus pachyacanthus
- Melocactus violaceus ssp. margaritaceus
- Melocactus violaceus ssp. violaceus
- Melocactus violaceus
- Micranthocereus violaciflorus
- Obregonia denegrii
- Pereskia aureiflora
- Pierrebraunia bahiensis
- Pilosocereus brasiliensis ssp. brasiliensis
- Pilosocereus floccosus ssp. quadricostatus
- Pilosocereus fulvilanatus ssp. fulvilanatus
- Pilosocereus fulvilanatus
- Pseudoacanthocereus brasiliensis
- Rhipsalis baccifera ssp. hileiabaiana
- Rhipsalis cereoides
- Rhipsalis crispata
- Rhipsalis pilocarpa
- Rhipsalis russellii
- Tacinga braunii
- Tacinga saxatilis ssp. estevesii
- Tacinga werneri
- Thelocactus hastifer
- Turbinicarpus beguinii ssp. zaragozae
- Turbinicarpus horripilus
- Turbinicarpus laui
- Turbinicarpus lophophoroides
- Turbinicarpus pseudomacrochele ssp. pseudomacrochele
- Turbinicarpus pseudomacrochele
- Turbinicarpus pseudopectinatus
- Turbinicarpus subterraneus ssp. subterraneus
- Turbinicarpus valdezianus
- Uebelmannia gummifera
- Uebelmannia pectinifera ssp. flavispina
- Uebelmannia pectinifera ssp. horrida
- Uebelmannia pectinifera ssp. pectinifera

##### Nellike-familien(Caryophyllaceae)
- Drymaria monticola
- Gymnocarpos bracteatus
- Gymnocarpos kuriensis
- Polycarpaea hassalensis
- Polycarpaea kuriensis
- Polycarpaea paulayana
- Silene biafrae

##### Chrysobalanaceae
- Atuna cordata
- Atuna elliptica
- Atuna penangiana
- Bafodeya benna
- Couepia recurva
- Couepia schottii
- Dactyladenia dinklagei
- Dactyladenia laevis
- Hirtella zanzibarica ssp. megacarpa
- Hunga gerontogea
- Hunga guillauminii
- Hunga mackeeana
- Licania conferruminata
- Licania grandibracteata
- Licania hedbergii
- Licania intrapetiolaris var. brevis
- Licania vasquezii
- Magnistipula butayei var. greenwayi
- Magnistipula butayei var. sargosii
- Parinari argenteo-sericea
- Parinari papuana ssp. salomonense

##### Soldug-familien(Droseraceae)
- Dionaea muscipula

##### Frankeniaceae
- Frankenia portulacifolia

##### Kandebærer-familien(Nepenthaceae)
- Nepenthes argentii
- Nepenthes bicalcarata
- Nepenthes bongso
- Nepenthes danseri
- Nepenthes distillatoria
- Nepenthes edwardsiana
- Nepenthes ephippiata
- Nepenthes eymae
- Nepenthes faizaliana
- Nepenthes fallax
- Nepenthes fusca
- Nepenthes glabrata
- Nepenthes hamata
- Nepenthes inermis
- Nepenthes insignis
- Nepenthes klossii
- Nepenthes lowii
- Nepenthes macfarlanei
- Nepenthes macrovulgaris
- Nepenthes madagascariensis
- Nepenthes merrilliana
- Nepenthes mikei
- Nepenthes muluensis
- Nepenthes northiana
- Nepenthes ovata
- Nepenthes pervillei
- Nepenthes ramispina
- Nepenthes rhombicaulis
- Nepenthes sibuyanensis
- Nepenthes singalana
- Nepenthes spathulata
- Nepenthes spectabilis
- Nepenthes tomoriana
- Nepenthes treubiana
- Nepenthes villosa

##### Nyctaginaceae
- Neea darienensis
- Pisonia donnell-smithii

##### Hindebægerfamilien(Plumbaginaceae)
- Dyerophytum pendulum
- Dyerophytum socotranum

##### Portulak-familien(Portulacaceae)
- Portulaca kuriensis

##### Pile-familien(Salicaceae)
- Chosenia arbutifolia
- Populus ilicifolia
- Populus mexicana ssp. mexicana
- Salix floridana
- Salix magnifica

#### Benved-ordenen(Celastrales)

##### Benved-familien(Celastraceae)
- Bhesa ceylanica
- Elaeodendron laneanum
- Euonymus angulatus
- Euonymus lanceifolia
- Euonymus morrisonensis
- Euonymus walkeri
- Glyptopetalum lawsonii
- Glyptopetalum palawanense
- Gyminda orbicularis
- Gymnosporia bachmannii
- Kokoona coriacea
- Kokoona leucoclada
- Kokoona littoralis var. bakoensis
- Kokoona littoralis var. longifolia
- Kokoona sabahana
- Kokoona sessilis
- Lophopetalum sessilifolium
- Maytenus abbottii
- Maytenus arbutifolia var. sidamoensis
- Maytenus curtissii
- Maytenus harenensis
- Maytenus matudai
- Maytenus microcarpa
- Maytenus oleosa
- Maytenus ponceana
- Maytenus sp. nov. A
- Maytenus stipitata
- Microtropis argentea
- Microtropis borneensis
- Microtropis fascicularis
- Microtropis grandifolia var. grandifolia
- Microtropis grandifolia var. longipetiolatus
- Microtropis keningauensis
- Microtropis rigida
- Microtropis sabahensis
- Microtropis sarawakensis
- Microtropis tenuis
- Peritassa killipii
- Perrottetia excelsa
- Pseudosalacia streyi
- Salacia lehmbachii var. manus-lacertae
- Salacia lehmbachii var. pes-ranulae
- Salacia lehmbachii var. uregaensis
- Salacia mamba
- Salacia miegei
- Sarawakodendron filamentosum
- Zinowiewia madsenii

#### Chloranthales

##### Chloranthaceae
- Hedyosmum mexicanum
- Hedyosmum purpurascens

#### Kornel-ordenen(Cornales)

##### Kornel-familien(Cornaceae)
- Alangium circulare
- Alangium havilandii
- Alangium longiflorum
- Cornus disciflora
- Cornus monbeigii
- Davidia involucrata var. vilmoriniana
- Diplopanax stachyanthus
- Mastixia glauca
- Mastixia macrocarpa
- Mastixia macrophylla
- Mastixia nimali
- Mastixia tetrandra

##### Loasaceae
- Nasa amaluzensis
- Nasa asplundii
- Nasa auca
- Nasa glabra
- Nasa hornii
- Nasa jungifolia
- Nasa modesta
- Nasa rufipila
- Nasa tabularis

#### Grossosomatales

##### Blærenød-familien(Staphyleaceae)
- Huertea cubensis
- Tapiscia sinensis
- Turpinia stipulacea

#### Græskar-ordenen(Cucurbitales)

##### Anisophylleaceae
- Anisophyllea apetala
- Anisophyllea cabole
- Anisophyllea chartacea
- Anisophyllea cinnamomoides
- Anisophyllea curtisii
- Anisophyllea ferruginea
- Anisophyllea globosa
- Anisophyllea grandis
- Anisophyllea impressinervia
- Anisophyllea nitida
- Anisophyllea reticulata
- Anisophyllea rhomboidea
- Combretocarpus rotundatus

##### Begonie-familien(Begoniaceae)
- Begonia adpressa
- Begonia aequatorialis
- Begonia bonus-henricus
- Begonia brandbygeana
- Begonia cavaleriei
- Begonia compacticaulis
- Begonia dentatobracteata
- Begonia dodsonii
- Begonia duncan-thomasii
- Begonia exalata
- Begonia furfuracea
- Begonia geminiflora
- Begonia hemsleyana
- Begonia holmnielseniana
- Begonia lugonis
- Begonia napoensis
- Begonia neoharlingii
- Begonia oellgaardii
- Begonia oxyanthera
- Begonia parcifolia
- Begonia pectennervia
- Begonia preussii
- Begonia pseudoviola
- Begonia schaeferi
- Begonia secunda
- Begonia sparreana
- Begonia tetrandra
- Begonia truncicola
- Begonia xerophyta
- Begonia ynesiae

##### Græskar-familien(Cucurbitaceae)
- Cucurbita ecuadorensis
- Dendrosicyos socotrana
- Eureiandra balfourii
- Momordica enneaphylla

#### Hibbertia-ordenen(Dilleniales)

##### Dilleniaceae
- Dillenia ferruginea
- Dillenia fischeri
- Dillenia luzoniensis
- Dillenia megalantha
- Dillenia philippinensis
- Dillenia reifferscheidtia

#### Kartebolle-ordenen(Dipsacales)

##### Desmerurt-familien(Adoxaceae)
- Sinadoxa corydalifolia

##### Gedeblad-familien(Caprifoliaceae)
- Dipsacus narcisseanus
- Heptacodium miconioides
- Sambucus tigranii
- Valeriana buxifolia
- Valeriana cernua
- Valeriana coleophylla
- Viburnum arboreum
- Viburnum tridentatum

#### Lyng-ordenen(Ericales)

##### Kiwi-familien(Actinidiaceae)
- Actinidia chrysantha
- Actinidia laevissima
- Actinidia pilosula
- Actinidia rudis
- Actinidia suberifolia
- Actinidia ulmifolia
- Actinidia vitifolia
- Saurauia bracteosa
- Saurauia cauliflora
- Saurauia erythrocarpa
- Saurauia harlingii
- Saurauia lanceolata
- Saurauia latipetala
- Saurauia leucocarpa
- Saurauia microphylla
- Saurauia oreophila
- Saurauia rubrisepala
- Saurauia villosa

##### Konvalbusk-familien(Clethraceae)
- Clethra javanica
- Clethra parallelinervia

##### Ibenholt-familien(Ebenaceae)
- Diospyros acuminata
- Diospyros albiflora
- Diospyros amaniensis
- Diospyros atrata
- Diospyros barberi
- Diospyros barteri
- Diospyros blancoi
- Diospyros blumutensis
- Diospyros boutoniana
- Diospyros celebica
- Diospyros chaetocarpa
- Diospyros conformis
- Diospyros daemona
- Diospyros fastidiosa
- Diospyros feliciana
- Diospyros gambleana
- Diospyros greenwayi
- Diospyros hirsuta
- Diospyros impolita
- Diospyros insidiosa
- Diospyros kingii
- Diospyros kupensis
- Diospyros leucomelas
- Diospyros littorea
- Diospyros margaretae
- Diospyros melanida
- Diospyros minimifolia
- Diospyros nebulosa
- Diospyros neraudii
- Diospyros oblongifolia
- Diospyros perplexa
- Diospyros pterocalyx
- Diospyros pulgarensis
- Diospyros pustulata
- Diospyros quaesita
- Diospyros revaughanii
- Diospyros selangorensis
- Diospyros seychellarum
- Diospyros tero
- Diospyros tessellaria
- Diospyros thwaitesii
- Diospyros trichophylla
- Diospyros trisulca
- Diospyros walkeri
- Euclea balfourii
- Euclea laurina

##### Lyng-familien(Ericaceae)
- Arbutus canariensis
- Arbutus pavarii
- Arctostaphylos catalinae
- Craibiodendron scleranthum
- Diplycosia pilosa
- Gaultheria nubigena
- Macleania loeseneriana
- Philippia nyassana
- Rhododendron album
- Rhododendron cyanocarpum
- Rhododendron dalhousiae var. rhabdotum
- Rhododendron jucundum
- Rhododendron loerzingii
- Rhododendron subansiriense
- Rhododendron wattii
- Vaccinium bissei

##### Lecythidaceae
- Rhaptopetalum belingense
- Rhaptopetalum sindarense

##### Marcgraviaceae
- Marcgraviastrum gigantophyllum

##### Myrsinaceae
- Ardisia alstonii
- Ardisia carchiana
- Ardisia flavida
- Ardisia furfuracella
- Ardisia jamaicensis
- Ardisia jefeana
- Ardisia martinensis
- Ardisia panamensis
- Ardisia premontana
- Ardisia squamulosa
- Ardisia subsessilifolia
- Ardisia urbanii
- Ardisia websterii
- Ardisia zakii
- Cybianthus cogolloi
- Elingamita johnsonii
- Embelia upembensis
- Geissanthus challuayacus
- Geissanthus ecuadorensis
- Heberdenia excelsa
- Myrsine bullata
- Myrsine degeneri
- Myrsine diazii
- Myrsine fosbergii
- Myrsine hosakae
- Myrsine oliveri
- Myrsine pearcei
- Myrsine reynelii
- Myrsine rivularis
- Myrsine sodiroana
- Parathesis amplifolia
- Parathesis aurantica
- Parathesis congesta
- Parathesis palaciosii
- Pleiomeris canariensis
- Rapanea coclensis
- Rapanea gilliana
- Tapeinosperma campanula
- Wallenia elliptica
- Wallenia erythrocarpa
- Wallenia fawcettii
- Wallenia sylvestris
- Wallenia xylosteoides

##### Sapotaceae
- Baillonella toxisperma
- Chrysophyllum acreanum
- Chrysophyllum albipilum
- Chrysophyllum paranaense
- Chrysophyllum pauciflorum
- Chrysophyllum revolutum
- Chrysophyllum splendens
- Delpydora macrophylla
- Ecclinusa lancifolia
- Ecclinusa orinocoensis
- Ecclinusa parviflora
- Gluema ivorensis
- Lecomtedoxa nogo
- Leptostylis multiflora
- Leptostylis petiolata
- Madhuca aristulata
- Madhuca betis
- Madhuca fulva
- Madhuca hainanensis
- Madhuca longistyla
- Madhuca moonii
- Madhuca oblongifolia
- Madhuca obovatifolia
- Madhuca pasquieri
- Madhuca penicillata
- Madhuca ridleyi
- Madhuca rufa
- Madhuca sessiliflora
- Manilkara bolivarensis
- Manilkara cavalcantei
- Manilkara excelsa
- Manilkara jaimiqui ssp. haitensis
- Manilkara jaimiqui ssp. jaimiqui
- Manilkara jaimiqui ssp. wrightiana
- Manilkara maxima
- Manilkara pleeana
- Manilkara pubicarpa
- Manilkara valenzuelana
- Micropholis brochidodroma
- Micropholis compta
- Micropholis polita
- Micropholis resinifera
- Micropholis spectabilis
- Micropholis venamoensis
- Mimusops acutifolia
- Mimusops riparia
- Mimusops sechellarum
- Neohemsleya usambarensis
- Nesoluma polynesicum
- Nesoluma st.-johnianum
- Niemeyera francei
- Northia hornei
- Palaquium bataanense
- Palaquium bourdillonii
- Palaquium grande
- Palaquium impressionervium
- Palaquium luzoniense
- Palaquium mindanaense
- Palaquium neoebudicum
- Palaquium pauciflorum
- Palaquium philippense
- Palaquium rubiginosum
- Palaquium thwaitesii
- Palaquium zeylanicum
- Pouteria alnifolia var. sacleuxii
- Pouteria amygdalina
- Pouteria arcuata
- Pouteria areolatifolia
- Pouteria arguacoensium
- Pouteria aristata
- Pouteria austin-smithii
- Pouteria bapeba
- Pouteria belizensis
- Pouteria benai
- Pouteria bonneriana
- Pouteria briocheoides
- Pouteria bullata
- Pouteria calistophylla
- Pouteria chiricana
- Pouteria collina
- Pouteria congestifolia
- Pouteria crassiflora
- Pouteria dictyoneura ssp. dictyoneura
- Pouteria filiformis
- Pouteria fossicola
- Pouteria foveolata
- Pouteria furcata
- Pouteria glauca
- Pouteria gracilis
- Pouteria kaieteurensis
- Pouteria krukovii
- Pouteria leptopedicellata
- Pouteria longifolia
- Pouteria lucens
- Pouteria macrocarpa
- Pouteria microstrigosa
- Pouteria nemorosa
- Pouteria nudipetala
- Pouteria oppositifolia
- Pouteria pachyphylla
- Pouteria penicillata
- Pouteria peruviensis
- Pouteria petiolata
- Pouteria pisquiensis
- Pouteria pseudoracemosa
- Pouteria puberula
- Pouteria pubescens
- Pouteria putamen-ovi
- Pouteria rufotomentosa
- Pouteria semecarpifolia
- Pouteria sessilis
- Pouteria silvestris
- Pouteria sipapoensis
- Pouteria squamosa
- Pouteria triplarifolia
- Pouteria vernicosa
- Pouteria villamilii
- Pradosia cuatrecasasii
- Pradosia granulosa
- Pradosia montana
- Pradosia subverticillata
- Pycnandra kaalaensis
- Sarcaulus inflexus
- Sarcaulus oblatus
- Sarcaulus vestitus
- Sarcaulus wurdackii
- Sideroxylon acunae
- Sideroxylon altamiranoi
- Sideroxylon anomalum
- Sideroxylon bullatum
- Sideroxylon confertum
- Sideroxylon dominicanum
- Sideroxylon durifolium
- Sideroxylon eucoriaceum
- Sideroxylon fimbriatum
- Sideroxylon floribundum ssp. belizense
- Sideroxylon floribundum ssp. floribundum
- Sideroxylon hirtiantherum
- Sideroxylon ibarrae
- Sideroxylon inerme ssp. cryptophlebia
- Sideroxylon jubilla
- Sideroxylon mirmulano
- Sideroxylon peninsulare
- Sideroxylon socorrense
- Sideroxylon stevensonii
- Spiniluma discolor
- Synsepalum aubrevillei
- Synsepalum glycydora
- Synsepalum kassneri
- Vincentella densiflora
- Vitellaria paradoxa
- Vitellariopsis cuneata
- Vitellariopsis ferruginea
- Vitellariopsis kirkii

##### Sarraceniaceae
- Sarracenia leucophylla

##### Storax-familien(Styracaceae)
- Halesia macgregorii
- Huodendron parviflorum
- Pamphilia vilcabambae
- Pterostyrax psilophylla
- Sinojackia dolichocarpa
- Sinojackia xylocarpa
- Styrax argyrophyllus
- Styrax crotonoides
- Styrax ferax
- Styrax foveolaria
- Styrax fraserensis
- Styrax litseoides
- Styrax mathewsii
- Styrax peruvianum
- Styrax socialis
- Styrax tafelbergensis

##### Symplocaceae
- Symplocos baehnii
- Symplocos bractealis
- Symplocos calycodactylos
- Symplocos canescens
- Symplocos chloroleuca
- Symplocos clethrifolia
- Symplocos coccinea
- Symplocos cordifolia
- Symplocos coronata var. coronata
- Symplocos coronata var. glabrifolia
- Symplocos costata
- Symplocos cuneata var. acuta
- Symplocos cuneata var. cuneata
- Symplocos fuscata
- Symplocos hispidula
- Symplocos lugubris
- Symplocos macrocarpa ssp. kanarana
- Symplocos mezii
- Symplocos peruviana
- Symplocos rimbachii
- Symplocos subandina
- Symplocos tacanensis
- Symplocos trichoclada
- Symplocos tubulifera
- Symplocos verrucisurcula

##### Scytopetalaceae
- Rhaptopetalum belingense
- Rhaptopetalum sindarense

##### Te-familien(Theaceae)
- Adinandra corneriana
- Anneslea fragrans var. lanceolata
- Apterosperma oblata
- Balthasaria mannii
- Camellia chrysantha
- Camellia crapnelliana
- Camellia euphlebia
- Camellia fleuryi
- Camellia gilbertii
- Camellia grijsii
- Camellia pleurocarpa
- Camellia pubipetala
- Camellia reticulata
- Camellia tunghinensis
- Cleyera bolleana
- Cleyera vaccinioides
- Eurya sandwicensis
- Freziera alata
- Freziera angulosa
- Freziera biserrata
- Freziera caesariata
- Freziera caloneura
- Freziera campanulata
- Freziera ciliata
- Freziera cordata
- Freziera echinata
- Freziera ferruginea
- Freziera glabrescens
- Freziera incana
- Freziera jaramilloi
- Freziera minima
- Freziera obovata
- Freziera parva
- Freziera punctata
- Freziera retinveria
- Freziera rufescens
- Freziera sessiliflora
- Freziera suberosa
- Freziera uncinata
- Freziera velutina
- Gordonia hirtella
- Gordonia maingayi
- Gordonia multinervis
- Gordonia penangensis
- Gordonia scortechinii
- Gordonia singaporeana
- Gordonia taipingensis
- Pyrenaria serrata var. kunstleri
- Schima wallichi var. pulgarensis
- Ternstroemia corneri
- Ternstroemia howardiana
- Ternstroemia penangiana
- Ternstroemia polypetala
- Ternstroemia wallichiana

##### Samel-familien(Theophrastaceae)
- Clavija jelskii
- Clavija pungens
- Clavija repanda
- Clavija subandina
- Jacquinia macrantha var. Macrantha

#### Eskallonia-ordenen(Escalloniales)

##### Eskallonia-familien(Escalloniaceae)
- Brexia madagascariensis ssp. mircrocarpa

#### Vortemælk-ordenen (Euphorbiales: seBarbadoskirsebær-ordenen(Malpighiales)

##### Vortemælk-familien(Euphorbiaceae)
- Acalypha andina
- Acalypha hontauyuensis
- Acalypha lepinei
- Acalypha suirenbiensis
- Acalypha tunguraguae
- Acidocroton verrucosus
- Agrostistachys coriacea
- Alchornea sodiroi
- Amanoa bracteosa
- Amanoa strobilacea
- Andrachne schweinfurthii
- Antidesma obliquinervium
- Antidesma pyrifolium
- Antidesma subolivaceum
- Aporusa cardiosperma
- Aporusa elliptifolia
- Aporusa lanceolata
- Aristogeitonia monophylla
- Austrobuxus cracens
- Baccaurea glabrifolia
- Baccaurea odoratissima
- Bridelia kurzii
- Bridelia moonii
- Bridelia whitmorei
- Cephalocroton socotranus
- Cephalomappa sinensis
- Chaetocarpus coriaceus
- Chamaesyce atoto
- Chamaesyce atrococca
- Chamaesyce celastroides var. laehiensis
- Chamaesyce celastroides var. lorifolia
- Chamaesyce celastroides var. stokesii
- Chamaesyce sachetiana
- Chamaesyce sparsiflora
- Cleidiocarpon cavaleriei
- Cleidion lochmios
- Cleidion marginatum
- Cleidion veillonii
- Cleistanthus bracteosus
- Cleistanthus collinus
- Cleistanthus evrardii
- Cleistanthus ferrugineus
- Cleistanthus glandulosus
- Cleistanthus glaucus
- Cleistanthus malabaricus
- Cleistanthus parvifolius
- Cleistanthus petelotii
- Cocconerion minus
- Croton aubrevillei
- Croton coriaceus
- Croton dictyophlebodes
- Croton elegans
- Croton jatrophoides
- Croton kelantanicus
- Croton longipedicellatus ssp. austrotanzanicus
- Croton lucidus
- Croton phuquocensis
- Croton sarcocarpus
- Croton sordidus
- Croton stellulifer
- Croton sulcifructus
- Croton touranensis
- Crotonogyne strigosa
- Crotonogyne zenkeri
- Discoclaoxylon occidentale
- Drypetes afzelii
- Drypetes detersibilis
- Drypetes gerrardinoides
- Drypetes glabra
- Drypetes henriquesii
- Drypetes molundana
- Drypetes natalensis var. leiogyna
- Drypetes nervosa
- Drypetes obanensis
- Drypetes oxyodonta
- Drypetes palawanensis
- Drypetes pellegrinii
- Drypetes perakensis
- Drypetes preussii
- Drypetes sclerophylla
- Drypetes singroboensis
- Drypetes staudtii
- Drypetes usambarica var. mrimae
- Drypetes usambarica var. trichogyna
- Drypetes usambarica var. usambarica
- Drypetes wightii
- Erythrococca columnaris
- Euphorbia alfredii
- Euphorbia ambarivatoensis
- Euphorbia ambovombensis
- Euphorbia ammak
- Euphorbia analalavensis
- Euphorbia annamarieae
- Euphorbia apurimacensis
- Euphorbia aureoviridiflora
- Euphorbia banae
- Euphorbia beharensis var. beharensis
- Euphorbia beharensis var. guillemetii
- Euphorbia beharensis var. squarrosa
- Euphorbia beharensis var. truncata
- Euphorbia beharensis
- Euphorbia bemarahaensis
- Euphorbia benoistii
- Euphorbia biaculeata
- Euphorbia boissieri
- Euphorbia boiteaui
- Euphorbia boivinii var. minor
- Euphorbia bongolavensis
- Euphorbia bosseri
- Euphorbia bulbispina
- Euphorbia bwambensis
- Euphorbia capuronii
- Euphorbia cedrorum
- Euphorbia cremersii var. cremersii
- Euphorbia cremersii var. rakotozafyi
- Euphorbia cremersii
- Euphorbia cussonioides
- Euphorbia decaryi var. ampanihyensis
- Euphorbia decaryi var. spirosticha
- Euphorbia delphinensis
- Euphorbia denisiana
- Euphorbia doloensis
- Euphorbia duranii var. ankaratrae
- Euphorbia ensifolia
- Euphorbia enterophora ssp. crassa
- Euphorbia famatamboay ssp. famatamboay
- Euphorbia famatamboay ssp. itampolensis
- Euphorbia famatamboay
- Euphorbia fianarantsoae
- Euphorbia francoisii var. crassicaulis
- Euphorbia gottlebei
- Euphorbia grandidieri
- Euphorbia hajhirensis
- Euphorbia hildebrandtii
- Euphorbia hofstaetteri
- Euphorbia itremensis
- Euphorbia jamesonii
- Euphorbia kuriensis
- Euphorbia leistneri
- Euphorbia leuconeura
- Euphorbia lividiflora
- Euphorbia lophogona var. lophogona
- Euphorbia lophogona
- Euphorbia mahabobokensis
- Euphorbia mahafalensis var. xanthadenia
- Euphorbia mahafalensis
- Euphorbia mangelsdorffii
- Euphorbia martinae
- Euphorbia melanocarpa
- Euphorbia meuleniana
- Euphorbia milii var. roseana
- Euphorbia moratii var. antsingiensis
- Euphorbia moratii var. bemarahaensis
- Euphorbia moratii var. moratii
- Euphorbia moratii var. multiflora
- Euphorbia moratii
- Euphorbia namuskluftensis
- Euphorbia noxia
- Euphorbia obcordata
- Euphorbia orthoclada ssp. vepretorum
- Euphorbia otjipembana
- Euphorbia paulianii
- Euphorbia pellegrini
- Euphorbia perrieri
- Euphorbia platyclada var. hardyi
- Euphorbia platyclada var. platyclada
- Euphorbia platyclada
- Euphorbia primulifolia var. primulifolia
- Euphorbia primulifolia
- Euphorbia randrianjohanyi
- Euphorbia rauhii
- Euphorbia retrospina
- Euphorbia rossii
- Euphorbia sakarahaensis
- Euphorbia salota
- Euphorbia socotrana
- Euphorbia subpeltatophylla
- Euphorbia thouarsiana
- Euphorbia thulinii
- Euphorbia trichophylla
- Euphorbia uniglans
- Euphorbia vajravelui
- Euphorbia vezorum
- Euphorbia waringiae
- Euphorbia zakamenae
- Excoecaria benthamiana
- Glochidion bourdillonii
- Glochidion carrickii
- Glochidion grantii
- Glochidion insulare
- Glochidion johnstonei
- Glochidion manono
- Glochidion nadeaudii
- Glochidion pitcairnense
- Glochidion stylosum
- Glochidion symingtonii
- Grimmeodendron jamaicense
- Grossera elongata
- Gymnanthes glandulosa
- Hamilcoa zenkeri
- Hieronima macrocarpa
- Homalanthus polyandrus
- Hyeronima jamaicensis
- Jatropha bullockii
- Jatropha chamelensis
- Joannesia princeps
- Lasiococca malaccensis
- Lasiocroton fawcettii
- Lasiocroton harrisii
- Macaranga beillei
- Macaranga bicolor
- Macaranga caudatifolia
- Macaranga congestiflora
- Macaranga conglomerata
- Macaranga grandifolia
- Macaranga huahineensis
- Macaranga paxii
- Mallotus atrovirens
- Mallotus fuscescens
- Mallotus odoratus
- Mallotus oppositifolius var. lindicus
- Margaritaria anomala var. cheloniphorbe
- Micrococca scariosa
- Mildbraedia carpinifolia
- Monadenium arborescens
- Monadenium elegans
- Paranecepsia alchorneifolia
- Parodiodendron marginivillosum
- Phyllanthus cauliflorus
- Phyllanthus eximius
- Phyllanthus profusus
- Pseudagrostistachys africana
- Ptychopyxis triradiata
- Pycnocoma littoralis
- Pycnocoma macrantha
- Reutealis trisperma
- Ricinodendron heudelotii var. tomentellum
- Sebastiania alpina
- Sebastiania huallagensis
- Securinega flexuosa
- Sibangea pleioneura
- Suregada lithoxyla
- Synadenium compactum var. compactum
- Tannodia swynnertonii
- Tetrorchidium ulugurense
- Trigonostemon arboreus
- Trigonostemon fragilis
- Zimmermannia capillipes
- Zimmermannia nguruensis
- Zimmermannia ovata
- Zimmermannia stipularis

#### Ærteblomst-ordenen(Fabales)

##### Ærteblomst-familien(Leguminosae el. Fabaceae)
- Abarema abbottii
- Abarema bigemina
- Abarema callejasii
- Abarema centiflora
- Abarema cochleata var. moniliformis
- Abarema cochliacarpos
- Abarema curvicarpa var. rodriguesii
- Abarema filamentosa
- Abarema ganymedea
- Abarema josephi
- Abarema killipii
- Abarema lehmannii
- Abarema leucophylla var. vaupesensis
- Abarema obovata
- Abarema oxyphyllidia
- Abarema racemiflora
- Abarema turbinata
- Acacia albicorticata
- Acacia campbellii
- Acacia crassicarpa
- Acacia densispina
- Acacia etilis
- Acacia ferruginea
- Acacia flagellaris
- Acacia koaia
- Acacia manubensis
- Acacia prasinata
- Acacia pseudonigrescens
- Acacia purpurea
- Acacia venosa
- Acacia villosa
- Adenanthera bicolor
- Adenanthera intermedia
- Adenopodia rotundifolia
- Afzelia africana
- Afzelia bipindensis
- Afzelia pachyloba
- Afzelia rhomboidea
- Albizia berteriana
- Albizia buntingii
- Albizia burkartiana
- Albizia carrii
- Albizia edwarllii
- Albizia ferruginea
- Albizia leonardii
- Albizia malacophylla var. malacophylla
- Albizia multiflora var. sagasteguii
- Albizia obbiadensis
- Albizia suluensis
- Albizia tanganyicensis ssp. adamsoniorum
- Amburana acreana
- Andira galeottiana
- Angylocalyx braunii
- Angylocalyx talbotii
- Anthonotha lebrunii
- Anthonotha nigerica
- Anthonotha obanensis
- Anthonotha vignei
- Arapatiella psilophylla
- Archidendron forbesii
- Archidendron oblongum
- Archidendropsis glandulosa
- Archidendropsis lentiscifolia
- Archidendropsis paivana
- Astragalus sprucei
- Ateleia salicifolia
- Baphia abyssinica
- Baphia dewildeana
- Baphia heudelotiana
- Baphia incerta ssp. lebrunii
- Baphia keniensis
- Baphia kirkii
- Baphia latiloi
- Baphia leptostemma ssp. leptostemma
- Baphia leptostemma var. conraui
- Baphia macrocalyx
- Baphia marceliana ssp. marquesii
- Baphia obanensis
- Baphia punctulata ssp. punctulata
- Baphia semseiana
- Baphia speciosa
- Bauhinia augusti
- Bauhinia bowkeri
- Bauhinia loeseneriana
- Bauhinia pichinchensis
- Belairia parvifolia
- Berlinia coriacea
- Berlinia occidentalis
- Berlinia orientalis
- Brachystegia bakeriana
- Brachystegia kennedyi
- Brachystegia nigerica
- Brachystegia zenkeri
- Browneopsis excelsa
- Bussea xylocarpa
- Caesalpinia nhatrangense
- Caesalpinia paraguariensis
- Calliandra comosa
- Calliandra decrescens
- Calliandra paniculata
- Calliandra pilosa
- Calliandra tumbeziana
- Calpocalyx atlanticus
- Calpocalyx brevifolius
- Calpocalyx cauliflorus
- Calpocalyx heitzii
- Calpocalyx klainei
- Calpocalyx letestui
- Calpocalyx ngouiensis
- Cassia aldabrensis
- Cassia aubrevillei
- Centrolobium yavizanum
- Ceratonia oreothauma ssp. oreothauma
- Chamaecrista bucherae
- Chloroleucon chacoense
- Chloroleucon eurycyclum
- Chloroleucon extortum
- Chordospartium stevensonii
- Clitoria moyobambensis
- Clitoria woytkowskii
- Copaifera epunctata
- Copaifera panamensis
- Copaifera salikounda
- Cordeauxia edulis
- Cordyla haraka
- Cordyla richardii
- Coursetia brachyrachis
- Coursetia gracilis
- Coursetia hypoleuca
- Craibia atlantica
- Craibia brevicaudata ssp. schliebenii
- Cratylia bahiensis
- Crotalaria bamendae
- Crotalaria ledermannii
- Crotalaria socotrana
- Crudia balachandrae
- Crudia brevipes
- Crudia lanceolata
- Crudia penduliflora
- Crudia scortechinii
- Crudia splendens
- Cryptosepalum tetraphyllum
- Cynometra brachyrrhachis
- Cynometra engleri
- Cynometra inaequifolia
- Cynometra longipedicellata
- Cynometra suaheliensis
- Cynometra webberi
- Dalbergia acariiantha
- Dalbergia albiflora ssp. echinocarpa
- Dalbergia aurea
- Dalbergia balansae
- Dalbergia baronii
- Dalbergia catipenonii
- Dalbergia chapelieri
- Dalbergia chlorocarpa
- Dalbergia cochinchinensis
- Dalbergia fusca var. enneandra
- Dalbergia glaberrima
- Dalbergia glomerata
- Dalbergia hildebrandtii
- Dalbergia hutibertii
- Dalbergia latifolia
- Dalbergia lemurica
- Dalbergia madagascariensis
- Dalbergia monticola
- Dalbergia neoperrieri
- Dalbergia nigra
- Dalbergia odorifera
- Dalbergia orientalis
- Dalbergia pseudobaronii
- Dalbergia purpurascens
- Dalbergia retusa
- Dalbergia simpsonii
- Dalbergia tonkinensis
- Dalbergia tricolor
- Dalbergia vacciniifolia
- Dalbergia viguieri
- Dalea jamesonii
- Daniellia oblonga
- Delonix leucantha ssp. bemarahensis
- Delonix leucantha ssp. gracilis
- Delonix leucantha ssp. leucantha
- Delonix regia
- Dialium holtzii
- Dichrostachys dehiscens
- Dicraeopetalum capuroniana
- Dicraeopetalum mahafaliensis
- Dicraeopetalum stipulare
- Dipteryx alata
- Dipteryx charapilla
- Dussia foxii
- Englerodendron usambarense
- Erythrina elenae
- Erythrina euodiphylla
- Erythrina haerdii
- Erythrina hazomboay
- Erythrina polychaeta
- Erythrina sacleuxii
- Erythrina tuxtlana
- Eurypetalum unijugum
- Fordia incredibilis
- Fordia lanceolata
- Fordia ophirensis
- Fordia pauciflora
- Geoffroea decorticans var. subtropicalis
- Gilbertiodendron bilineatum
- Gilbertiodendron klainei
- Gilbertiodendron pachyanthum
- Gilbertiodendron robynsianum
- Gilbertiodendron splendidum
- Gilletiodendron glandulosum
- Gleditsia assamica
- Gossweilerodendron joveri
- Guibourtia ehie
- Guibourtia schliebenii
- Haplormosia monophylla
- Harpalyce maisiana
- Humboldtia laurifolia
- Hymenaea torrei
- Hymenostegia aubrevillei
- Hymenostegia bakeriana
- Indigofera patula ssp. okuensis
- Indigofera rothii
- Indigofera sokotrana
- Inga allenii
- Inga amboroensis
- Inga andersonii
- Inga approximata
- Inga aptera
- Inga augusti
- Inga balsapambensis
- Inga bicoloriflora
- Inga bijuga
- Inga bollandii
- Inga bullata
- Inga bullatorugosa
- Inga calantha
- Inga calanthoides
- Inga calcicola
- Inga canonegrensis
- Inga caudata
- Inga chiapensis
- Inga coragypsea
- Inga cuspidata
- Inga cynometrifolia
- Inga dominicensis
- Inga dwyeri
- Inga exilis
- Inga extra-nodis
- Inga fosteriana
- Inga gereauana
- Inga grazielae
- Inga hispida
- Inga interfluminensis
- Inga ismaelis
- Inga lenticellata
- Inga lentiscifolia
- Inga leptantha
- Inga leptingoides
- Inga macarenensis
- Inga macrantha
- Inga martinicensis
- Inga microcalyx
- Inga mucuna
- Inga neblinensis
- Inga pallida
- Inga pauciflora
- Inga pleiogyna
- Inga pluricarpellata
- Inga portobellensis
- Inga praegnans
- Inga saffordiana
- Inga salicifoliola
- Inga saltensis
- Inga santaremnensis
- Inga silanchensis
- Inga skutchii
- Inga spiralis
- Inga subnuda ssp. subnuda
- Inga suborbicularis
- Inga tenuicalyx
- Inga unica
- Inga xinguensis
- Inga yasuniana
- Intsia acuminata
- Intsia bijuga
- Isoberlinia scheffleri
- Jacqueshuberia loretensis
- Julbernardia magnistipulata
- Kalappia celebica
- Koompassia grandiflora
- Kotschya platyphylla
- Lecointea ovalifolia
- Lennea viridiflora
- Leucaena confertiflora var. confertiflora
- Leucaena cuspidata
- Leucaena greggii
- Leucaena lempirana
- Leucaena pueblana
- Leucochloron foederale
- Leucostegane latistipulata
- Loesenera kalantha
- Loesenera talbotii
- Lonchocarpus calcaratus
- Lonchocarpus chiricanus
- Lonchocarpus santarosanus
- Lotus mollis
- Lupinus macbrideanus
- Machaerium chambersii
- Machaerium cuzcoense
- Machaerium glabripes
- Machaerium villosum
- Macrolobium amplexans
- Macrolobium stenopetalum
- Macrolobium taylorii
- Macrosamanea macrocalyx
- Macrosamanea prancei
- Maniltoa schefferi var. peekelii
- Microberlinia brazzavillensis
- Millettia bussei
- Millettia capuronii
- Millettia conraui
- Millettia decipiens
- Millettia elongistyla
- Millettia eriocarpa
- Millettia galliflagrans
- Millettia lacus-alberti
- Millettia macrophylla
- Millettia micans
- Millettia oblata ssp. intermedia
- Millettia oblata ssp. oblata
- Millettia oblata ssp. stolzii
- Millettia oblata ssp. teitensis
- Millettia pterocarpa
- Millettia sacleuxii
- Millettia schliebenii
- Millettia semsei
- Millettia sericantha
- Millettia unifoliata
- Millettia usaramensis var. parvifolia
- Millettia warneckei
- Mimosa andina
- Mimosa caesalpiniaefolia
- Mimosa nothacacia
- Monopetalanthus compactus
- Monopetalanthus durandii
- Neoharmsia madagascariensis
- Newtonia paucijuga
- Ormocarpopsis mandrarensis
- Ormocarpopsis parvifolia
- Ormocarpum dhofarense
- Ormocarpum sennodes ssp. zanzibaricum
- Ormosia grandistipulata
- Ormosia polita
- Oxystigma msoo
- Paramachaerium schunkei
- Parkia korom
- Parkia parvifoliola
- Pericopsis mooniana
- Phylloxylon xylophylloides
- Piptadenia weberbaueri
- Pithecellobium gracile
- Pithecellobium grisebachianum
- Pithecellobium pithecolobioides
- Pithecellobium savannarum
- Plathymenia foliolosa
- Platymiscium gracile
- Poecilanthe ovalifolia
- Pongamia velutina
- Pongamiopsis viguieri
- Prosopis abbreviata
- Pseudosamanea cubana
- Pterocarpus indicus
- Pterocarpus marsupium
- Pterocarpus mildbraedii ssp. usambarensis
- Sakoanala villosa ssp. menabeensis
- Saraca asoca
- Sclerolobium striatum
- Senna caudata
- Senna dariensis var. hypoglauca
- Senna domingensis
- Senna multijuga ssp. doylei
- Serianthes calycina
- Serianthes margaretae
- Serianthes melanesica var. meeboldii
- Serianthes vitiensis
- Sindora inermis
- Sindora javanica
- Sindora supa
- Sophora fernandeziana
- Sophora masafuerana
- Storckiella vitiensis
- Stryphnodendron harbesonii
- Stuhlmannia moavi
- Swartzia haughtii
- Swartzia rediviva
- Swartzia santanderensis
- Sympetalandra schmutzii
- Taverniera sericophylla
- Tephrosia pondoensis
- Tephrosia socotrana
- Tessmannia martiniana var. martiniana
- Tetraberlinia tubmaniana
- Umtiza listeriana
- Vaughania cloiselii
- Xanthocercis madagascariensis
- Xanthocercis rabiensis
- Zenkerella capparidacea ssp. capparidacea
- Zenkerella capparidacea ssp. grotei
- Zenkerella egregia
- Zenkerella perplexa
- Zygia oriunda

##### Mælkeurt-familien(Polygalaceae)
- Monnina equatoriensis
- Monnina loxensis
- Monnina obovata
- Monnina pseudoaestuans
- Polygala kuriensis
- Polygala tenuicaulis ssp. tenuicaulis
- Securidaca leiocarpa
- Xanthophyllum bullatum
- Xanthophyllum sulphureum

#### Bøge-ordenen(Fagales)

##### Birke-familien(Betulaceae)
- Betula oycoviensis
- Betula pamirica

##### Bøge-familien(Fagaceae)
- Castanopsis concinna
- Castanopsis nephelioides
- Castanopsis scortechinii
- Castanopsis wallichii
- Fagus hayatae
- Fagus longipetiolata
- Lithocarpus burkillii
- Lithocarpus curtisii
- Lithocarpus erythrocarpus
- Lithocarpus hendersonianus
- Lithocarpus indutus
- Lithocarpus kingii
- Lithocarpus maingayi
- Lithocarpus ovalis
- Nothofagus discoidea
- Nothofagus glauca
- Nothofagus stylosa
- Quercus arkansana
- Quercus benthamii
- Quercus buckleyi
- Quercus bumelioides
- Quercus cedrosensis
- Quercus costaricensis
- Quercus deliquescens
- Quercus devia
- Quercus engelmannii
- Quercus flagellifera
- Quercus galeanensis
- Quercus germana
- Quercus hintoniorum
- Quercus macdonaldii
- Quercus macdougallii
- Quercus purulhana
- Quercus rapurahuensis
- Quercus robur ssp. imeretina
- Quercus skinneri
- Quercus subspathulata
- Quercus tomentella
- Quercus uxoris
- Quercus vincentensis
- Quercus xalapensis
- Trigonobalanus excelsa

##### Pors-familien(Myricaceae)
- Morella arborea

##### Ticodendraceae
- Ticodendron incognitum

#### Ensian-ordenen(Gentianales)

##### Singrøn-familien(Apocynaceae)
- Allomarkgrafia ecuatoriana
- Alstonia beatricis
- Alstonia breviloba
- Alstonia henryi
- Alstonia penangiana
- Alstonia rubiginosa
- Aspidosperma curranii
- Belostemma yunnanense
- Biondia chinensis
- Cerberiopsis obtusifolia
- Cosmostigma hainanense
- Cryptolepis macrophylla
- Cryptolepis socotrana
- Cynanchum anderssonii
- Cynanchum bifidum
- Cynanchum chimboracense
- Cynanchum ellemannii
- Cynanchum erikseniae
- Cynanchum fasciculiflorum
- Cynanchum harlingii
- Cynanchum longecalicinum
- Cynanchum nielsenii
- Cynanchum quitense
- Cynanchum stenospira
- Cynanchum taihangense
- Ditassa anderssonii
- Dolichopetalum kwangsiense
- Dyera polyphylla
- Echidnopsis bentii
- Echidnopsis inconspicua
- Echidnopsis insularis
- Echidnopsis milleri
- Echidnopsis socotrana
- Gonolobus saraguranus
- Hoya pandurata
- Kibatalia elmeri
- Kibatalia gitingensis
- Kibatalia macgregori
- Kibatalia merrilliana
- Kibatalia villosa
- Kibatalia wigmani
- Kopsia lancifolia
- Kopsia singapurensis
- Kopsia sleesiana
- Kopsia tenuis
- Malouetia isthmica
- Marsdenia robusta
- Matelea harlingii
- Matelea pastazana
- Matelea porphyrocephala
- Melodinus axillaris
- Melodinus yunnanensis
- Neisosperma brevituba
- Ochrosia grandiflora
- Pleioceras orientale
- Pteralyxia macrocarpa
- Secamone cuneifolia
- Secamone racemosa
- Socotrella dolichocnema
- Stemmadenia pauli
- Strempeliopsis arborea
- Tabernaemontana antheonycta
- Tabernaemontana cordata
- Tabernaemontana ochroleuca
- Tabernaemontana oppositifolia
- Tabernaemontana remota
- Tylophora urceolata
- Willughbeia cirrhifera
- Wrightia lanceolata
- Wrightia lecomtei
- Wrightia viridiflora

##### Ensian-familien(Gentianaceae)
- Exacum caeruleum
- Gentianella crassulifloia
- Gentianella fastigiata
- Gentianella gilioides
- Gentianella hypericoides
- Gentianella hyssopifolia
- Gentianella oellgaardii
- Gentianella profusa
- Gentianella saxifragoides
- Gentianella sulphurea
- Macrocarpaea harlingii
- Macrocarpaea thamnoides

##### Loganiaceae
- Anthocleista microphylla
- Anthocleista scandens
- Geniostoma rupestre var. rouffaeranum
- Geniostoma umbellatum
- Neuburgia tubiflora
- Strychnos benthami
- Strychnos elaeocarpa
- Strychnos mellodora
- Strychnos millepunctata
- Strychnos staudtii

#### Storkenæb-ordenen(Geraniales)

##### Flittiglise-familien(Balsaminaceae)
- Impatiens etindensis
- Impatiens morsei
- Impatiens sakerana

##### Dirachmaceae
- Dirachma socotrana

##### Storkenæb-familien(Geraniaceae)
- Geranium chimborazense
- Geranium ecuadoriense
- Geranium guamanense
- Geranium holm-nielsenii
- Geranium loxense
- Geranium sericeum

##### Melianthaceae
- Bersama rosea

##### Surkløver-familien(Oxalidaceae)
- Oxalis rufescens
- Sarcotheca laxa var. brigittae
- Sarcotheca laxa var. hirsuta
- Sarcotheca laxa var. laxa
- Sarcotheca laxa var. sericea
- Sarcotheca ochracea

##### Tropæolum-familien(Tropaeolaceae)
- Tropaeolum asplundii
- Tropaeolum brideanum
- Tropaeolum huigrense
- Tropaeolum leonis
- Tropaeolum magnificum
- Tropaeolum papillosum

#### Gunnera-ordenen(Gunnerales)

##### Gunnera-familien(Gunneraceae)
- Gunnera aequatoriensis

#### Stenbræk-ordenen(Saxifragales)

##### Stenurt-familien(Crassulaceae)
- Kalanchoe robusta

##### Ribs-familien(Grossulariaceae)
- Ribes austroecuadorense
- Ribes lehmannii

#### Troldnød-ordenen (Hamamelidales: se underStenbræk-ordenen(Saxifragales))

##### Troldnød-familien(Hamamelidaceae)
- Chunia bucklandioides
- Embolanthera spicata
- Liquidambar orientalis var. integriloba
- Liquidambar orientalis var. orientalis
- Maingaya malayana
- Matudaea trinervia
- Tetrathyrium subcordatum
- Trichocladus goetzei

##### Platan-familien(Platanaceae)
- Platanus kerrii

#### Illiciales (se underAustrobaileyales)

##### Illiciaceae (se underSchisandraceae)
- Illicium kinabaluensis
- Illicium ternstroemioides

#### Juglandales (se underBøge-ordenen)

##### Valnød-familien(Juglandaceae)
- Alfaroa hondurensis
- Alfaroa mexicana
- Engelhardia danumensis
- Engelhardia kinabaluensis
- Engelhardia mendalomensis
- Juglans californica
- Juglans insularis
- Juglans jamaicensis
- Juglans peruviana

##### Rhoipteleaceae
- Rhoiptelea chiliantha

#### Læbeblomst-ordenen(Lamiales)

##### Akantus-familien(Acanthaceae)
- Acanthopale decempedalis
- Afrofittonia silvestris
- Aphelandra albinotata
- Aphelandra anderssonii
- Aphelandra attenuata
- Aphelandra chrysantha
- Aphelandra dodsonii
- Aphelandra gunnari
- Aphelandra zamorensis
- Asystasia glandulifera
- Barleria tetracantha
- Blepharis dhofarensis
- Blepharis spiculifolia
- Brachystephanus giganteus
- Brachystephanus longiflorus
- Brachystephanus nimbae
- Brillantaisia lancifolia
- Chorisochora minor
- Chorisochora striata
- Dicliptera pilosa
- Dicliptera silvestris
- Echinacanthus lofuensis
- Echinacanthus longipes
- Eranthemum austrosinensis
- Gymnostachyum kwangsiense
- Isoglossa nervosa
- Justicia alexandri
- Justicia camerunensis
- Justicia orbicularis
- Justicia riopalenquensis
- Neriacanthus harlingii
- Pseuderanthemum dispersum
- Ruellia kuriensis
- Ruellia paulayana
- Staurogyne bicolor
- Stenandrium harlingii
- Stenostephanus lugonis
- Stenostephanus luteynii
- Whitfieldia preussii

##### Avicenniaceae
- Avicennia lanata

##### Trompettræ-familien(Bignoniaceae)
- Amphitecna isthmica
- Amphitecna sessilifolius
- Catalpa brevipes
- Colea seychellarum
- Jacaranda arborea
- Jacaranda mimosifolia
- Parmentiera stenocarpa
- Romeroa verticillata
- Spirotecoma apiculata
- Tabebuia anafensis
- Tabebuia arimaoensis
- Tabebuia bibracteolata
- Tabebuia dubia
- Tabebuia furfuracea
- Tabebuia hypoleuca
- Tabebuia jackiana
- Tabebuia lapacho
- Tabebuia oligolepis
- Tabebuia polymorpha
- Tabebuia shaferi
- Tabebuia striata
- Zeyheria tuberculosa

##### Buddleja-familien(Buddlejaceae)
- Buddleja jamesonii
- Buddleja lanata
- Buddleja lojensis

##### Rublad-familien(Boraginaceae)
- Cordia anisophylla
- Cordia cicatricosa
- Cordia clarendonensis
- Cordia croatii
- Cordia harrisii
- Cordia mandimbana
- Cordia mukuensis
- Cordia platythyrsa
- Cordia ramirezii
- Cordia scouleri
- Cordia stuhlmannii
- Cordia troyana
- Cordia valenzuelana
- Echiochilon pulvinata
- Echium callithyrsum
- Ehretia scrobiculata
- Heliotropium aff. wagneri
- Heliotropium anderssonii
- Heliotropium argenteum
- Heliotropium dentatum
- Heliotropium kuriense
- Heliotropium nigricans
- Heliotropium paulayanum
- Heliotropium riebeckii
- Heliotropium wagneri
- Rochefortia acrantha
- Tiquilia nesiotica
- Tournefortia rufo-sericea
- Trichodesma scotti
- Wellstedia socotrana

##### Gesneriaceae
- Alloplectus martinianus
- Alloplectus penduliflorus
- Columnea albiflora
- Columnea brenneri
- Columnea capillosa
- Columnea elongatifolia
- Columnea eubracteata
- Columnea katzensteinii
- Columnea mastersonii
- Columnea ovatifolia
- Columnea rileyi
- Columnea rubribracteata
- Cremosperma ecudoranum
- Cremosperma reldioides
- Cyrtandra denhamii
- Cyrtandra elbertii
- Cyrtandra kandavuensis
- Cyrtandra natewaensis
- Cyrtandra spathacea
- Cyrtandra tavinunensis
- Cyrtandra tempestii
- Diastema gymnoleuca
- Drymonia chiribogana
- Drymonia crenatiloba
- Drymonia pulchra
- Drymonia punctulata
- Gasteranthus imbaburensis
- Gasteranthus lateralis
- Gasteranthus otongensis
- Gasteranthus trifoliatus
- Monopyle ecuadorensis
- Nautilocalyx glandulifer
- Nodonema lineatum
- Paradrymonia aurea
- Paradrymonia fuquaiana
- Pearcea cordata
- Pearcea glabrata
- Phinaea ecuadorana
- Reldia multiflora
- Rhytidophyllum grande var. laevigatum

##### Læbeblomst-familien(Labiatae el. Lamiaceae)
- Lepechinia mutica
- Lepechinia paniculata
- Lepechinia rufocampii
- Leucas flagellifolia
- Leucas hagghierensis
- Leucas penduliflora
- Leucas samhaensis
- Orthosiphon ferrugineus
- Plectranthus cataractarum
- Plectranthus punctatus ssp. lanatus
- Plectranthus unguentarius
- Salvia austromelissodora
- Salvia curticalyx
- Salvia flocculosa
- Salvia leucocephala
- Salvia trachyphylla
- Scutellaria alborosea
- Scutellaria sarmentosa
- Stachys pseudohumifusa ssp. saxeri
- Stachys sprucei

##### Oliven-familien(Oleaceae)
- Chionanthus avilensis
- Chionanthus caymanensis var. caymanensis
- Chionanthus jamaicensis
- Chionanthus micranthus
- Chionanthus richardsiae
- Chionanthus spiciferus
- Chionanthus wurdackii
- Fraxinus caroliniana ssp. cubensis
- Olea chimanimani
- Picconia excelsa

##### Vejbred-familien(Plantaginaceae)
- Plantago moorei

##### Maskeblomst-familien(Scrophulariaceae)
- Bartsia alba
- Bartsia pumila
- Calceolaria adenanthera
- Calceolaria brachiata
- Calceolaria dilatata
- Calceolaria harlingii
- Calceolaria lanata
- Calceolaria oxyphylla
- Calceolaria pedunculata
- Calceolaria serrata
- Calceolaria spruceana
- Calceolaria stricta
- Calceolaria zamorana
- Castilleja ecuadorensis
- Cromidon pusillum
- Galvezia lanceolata
- Graderia fruticosa
- Hebe barkeri
- Nanorrhinum kuriense
- Rhabdotosperma ledermannii

##### Jernurt-familien(Verbenaceae)
- Aegiphila cuneata var. hirsutissima
- Aegiphila fasciculata
- Aegiphila monstrosa
- Aegiphila panamensis
- Aegiphila purpurascens
- Aegiphila rimbachii
- Aegiphila skutchii
- Citharexylum gentryi
- Citharexylum grandiflorum
- Citharexylum lojense
- Citharexylum quereifolium
- Citharexylum rimbachii
- Citharexylum suberosum
- Citharexylum ternatum
- Clerodendrum anomalum
- Clerodendrum calcicola
- Clerodendrum denticulatum
- Clerodendrum galeatum
- Clerodendrum glabrum ssp. minutiflorum
- Clerodendrum leucophloeum
- Coelocarpum haggierensis
- Gmelina hainanensis
- Lantana pastazensis
- Lippia salicifolia
- Oxera cauliflora
- Oxera macrocalyx
- Oxera nuda
- Premna grandifolia
- Premna hans-joachimii
- Premna maxima
- Premna schliebenii
- Premna szemaoensis
- Premna tanganyikensis
- Rhaphithamnus venustus
- Stachytarpheta steyermarkii
- Vitex acunae
- Vitex ajugaeflora
- Vitex amaniensis
- Vitex ferruginea var. amaniensis
- Vitex keniensis
- Vitex parviflora
- Vitex urceolata
- Vitex zanzibarensis

#### Laurbær-ordenen(Laurales)

##### Hernandiaceae
- Hernandia catalpifolia
- Hernandia stokesii

##### Laurbær-familien(Lauraceae)
- Actinodaphne albifrons
- Actinodaphne campanulata var. campanulata
- Actinodaphne ellipticbacca
- Actinodaphne fragilis
- Actinodaphne johorensis
- Actinodaphne lawsonii
- Aiouea bracteata
- Aiouea macedoana
- Alseodaphne hainanensis
- Alseodaphne micrantha
- Alseodaphne paludosa
- Aniba ferrea
- Aniba ferruginea
- Aniba intermedia
- Aniba novo-granatensis
- Aniba percoriacea
- Aniba santalodora
- Aniba vaupesiana
- Aniba vulcanicola
- Beilschmiedia ambigua
- Beilschmiedia bracteata
- Beilschmiedia brevipes
- Beilschmiedia giorgii
- Beilschmiedia kweo
- Beilschmiedia mayumbensis
- Beilschmiedia membranacea
- Beilschmiedia ugandensis
- Beilschmiedia vermoesenii
- Cinnadenia malayana
- Cinnamomum capparu-coronde
- Cinnamomum litseifolium
- Cinnamomum macrostemon
- Cinnamomum mathewsii
- Cinnamomum mercadoi
- Cinnamomum osmophloeum
- Cinnamomum parviflorum
- Cinnamomum perrottetii
- Cinnamomum reticulatum
- Cinnamomum riparium
- Cryptocarya beddomei
- Cryptocarya stocksii
- Cryptocarya wightiana
- Dicypellium caryophyllaceum
- Endiandra lecardii
- Endiandra scrobiculata
- Eusideroxylon zwageri
- Licaria cubensis
- Licaria velutina
- Litsea claviflora
- Litsea gardneri
- Litsea gracilis
- Litsea iteodaphne
- Litsea leytensis
- Litsea ligustrina
- Litsea longifolia
- Mezilaurus itauba
- Mezilaurus navalium
- Nectandra angusta
- Nectandra apiculata
- Nectandra astyla
- Nectandra barbellata
- Nectandra brittonii
- Nectandra brochidodroma
- Nectandra canaliculata
- Nectandra citrifolia
- Nectandra dasystyla
- Nectandra filiflora
- Nectandra fulva
- Nectandra grisea
- Nectandra guadaripo
- Nectandra heterotricha
- Nectandra hirtella
- Nectandra hypoleuca
- Nectandra latissima
- Nectandra matogrossensis
- Nectandra matudai
- Nectandra micranthera
- Nectandra mirafloris
- Nectandra olida
- Nectandra paranaensis
- Nectandra parviflora
- Nectandra pseudocotea
- Nectandra ramonensis
- Nectandra reflexa
- Nectandra rudis
- Nectandra smithii
- Nectandra sordida
- Nectandra subbullata
- Nectandra wurdackii
- Neolitsea fischeri
- Neolitsea mollissima
- Neolitsea vidalii
- Nothaphoebe condensa
- Ocotea argylei
- Ocotea benthamiana
- Ocotea catharinensis
- Ocotea kenyensis
- Ocotea langsdorffii
- Ocotea otuzcensis
- Ocotea porosa
- Ocotea pretiosa
- Ocotea raimondii
- Ocotea rivularis
- Ocotea robertsoniae
- Ocotea rotundata
- Ocotea uxpanapana
- Ocotea viridiflora
- Persea brenesii
- Persea campii
- Persea floccosa
- Persea glabra
- Persea julianae
- Persea liebmanni
- Persea nudigemma
- Persea obtusifolia
- Persea philippinensis
- Persea podadenia var. glabriramea
- Persea ruizii
- Persea schiedeana
- Phoebe chekiangensis
- Phoebe poilanei
- Phoebe zhennan
- Pleurothyrium hexaglandulosum
- Potameia lotungensis
- Povedadaphne quadriporata
- Sassafras randaiense
- Umbellularia californica var. fresnensis
- Urbanodendron verrucosum

##### Monimiaceae
- Mollinedia engleriana
- Mollinedia glabra
- Mollinedia marquetiana
- Siparuna cascada
- Siparuna croatii
- Siparuna guajalitensis
- Siparuna multiflora

#### Lecythidales

##### Lecythidaceae
- Abdulmajidia chaniana
- Abdulmajidia maxwelliana
- Barringtonia payensiana
- Bertholletia excelsa
- Cariniana integrifolia
- Cariniana legalis
- Cariniana pachyantha
- Cariniana uaupensis
- Corythophora labriculata
- Couratari calycina
- Couratari guianensis
- Couratari longipedicellata
- Couratari sandwithii
- Couratari scottmorii
- Couratari tauari
- Crateranthus talbotii
- Eschweilera alvimii
- Eschweilera amazonicaformis
- Eschweilera baguensis
- Eschweilera beebei
- Eschweilera bogotensis
- Eschweilera boltenii
- Eschweilera carinata
- Eschweilera fanshawei
- Eschweilera integricalyx
- Eschweilera mexicana
- Eschweilera rhododendrifolia
- Eschweilera rimbachii
- Eschweilera rionegrense
- Eschweilera rodriguesiana
- Eschweilera roraimensis
- Eschweilera sclerophylla
- Eschweilera squamata
- Eschweilera subcordata
- Eschweilera tetrapetala
- Eschweilera venezuelica
- Grias colombiana
- Grias haughtii
- Grias multinervia
- Gustavia acuminata
- Gustavia erythrocarpa
- Gustavia foliosa
- Gustavia fosteri
- Gustavia nana ssp. rhodantha
- Gustavia pubescens
- Gustavia santanderiensis
- Gustavia sessilis
- Gustavia speciosa ssp. occidentalis
- Gustavia verticillata
- Lecythis barnebyi
- Lecythis brancoensis
- Lecythis parvifructa
- Lecythis schomburgkii
- Lecythis schwackei
- Napoleonaea egertonii

#### Linales (se underBarbadoskirsebær-ordenen)

##### Coca-familien(Erythroxylaceae)
- Erythroxylum acranthum
- Erythroxylum incrassatum
- Erythroxylum jamaicense
- Erythroxylum kochummenii
- Erythroxylum obtusifolium
- Erythroxylum pacificum
- Erythroxylum sechellarum

##### Humiriaceae
- Vantanea peruviana
- Vantanea spichigeri

##### Ixonanthaceae
- Ixonanthes chinensis
- Ixonanthes khasiana

##### Hør-familien(Linaceae)
- Hugonia macrophylla
- Hugonia micans

#### Magnolie-ordenen(Magnoliales)

##### Cherimoya-familien(Annonaceae)
- Alphonsea lucida
- Alphonsea monogyna
- Annona asplundiana
- Annona atabapensis
- Annona cristalensis
- Annona deminuta
- Annona dolichophylla
- Annona ekmanii
- Annona praetermissa
- Annona spraguei
- Asteranthe asterias ssp. triangularis
- Boutiquea platypetala
- Cleistopholis staudtii
- Cremastosperma longicuspe
- Cremastosperma megalophyllum
- Cremastosperma peruvianum
- Cymbopetalum baillonii
- Cymbopetalum torulosum
- Dasymaschalon scandens
- Duguetia barteri
- Duguetia schulzii
- Enicosanthum acuminata
- Enicosanthum cupulare
- Enicosanthum macranthum
- Enicosanthum praestigiosum
- Goniothalamus calycinus
- Goniothalamus holttumii
- Goniothalamus hookeri
- Goniothalamus macrocalyx
- Goniothalamus majestatis
- Goniothalamus montanus
- Goniothalamus salicina
- Guatteria alutacea var. angustifolia
- Guatteria augusti
- Guatteria calliantha
- Guatteria ecuadorensis
- Guatteria eriopoda
- Guatteria excelsa
- Guatteria geminiflora
- Guatteria glauca
- Guatteria guentheri
- Guatteria juninensis
- Guatteria modesta
- Guatteria panamensis
- Guatteria stenopetala
- Guatteriopsis ramiflora
- Isolona deightonii
- Isolona dewevrei
- Isolona linearis
- Isolona zenkeri
- Malmea cuspidata
- Miliusa nilagirica
- Miliusa parviflora
- Miliusa zeylanica
- Mitrephora caudata
- Mitrephora fragrans
- Mitrephora grandiflora
- Mitrephora lanotan
- Mitrephora wangii
- Mkilua fragrans
- Monanthotaxis trichantha
- Monodora unwinii
- Mosannona pachiteae
- Neostenanthera hamata
- Oncodostigma hainanense
- Ophrypetalum odoratum
- Orophea palawanensis
- Orophea submaculata
- Orophea uniflora
- Piptostigma calophyllum
- Piptostigma fugax
- Piptostigma giganteum
- Piptostigma oyemense
- Polyalthia elmeri
- Polyalthia palawanensis
- Polyalthia stuhlmannii
- Pseudoxandra williamsii
- Pseuduvaria cerina
- Pseuduvaria nervosa
- Pseuduvaria prainii
- Richella hainanensis
- Rollinia amazonica
- Rollinia bahiensis
- Rollinia chrysocarpa
- Rollinia hispida
- Rollinia occidentalis
- Rollinia pickelii
- Saccopetalum prolificum
- Unonopsis magnifolia
- Uvaria lungonyana
- Uvaria tanzaniae
- Uvariastrum zenkeri
- Uvariodendron anisatum
- Uvariodendron giganteum
- Uvariodendron kirkii
- Uvariodendron occidentale
- Uvariopsis tripetala
- Xylopia africana
- Xylopia arenaria
- Xylopia ekmanii
- Xylopia elliotii
- Xylopia pierrei
- Xylopia richardii
- Xylopia talbotii

##### Canella-familien(Canellaceae)
- Cinnamodendron corticosum
- Warburgia stuhlmannii
- Warburgia ugandensis ssp. longifolia

##### Degeneriaceae
- Degeneria vitiensis

##### Magnolie-familien(Magnoliaceae)
- Magnolia amoena
- Magnolia boliviana
- Magnolia calophylla
- Magnolia colombiana
- Magnolia cubensis ssp. cacuminicola
- Magnolia cylindrica
- Magnolia dixonii
- Magnolia gustavi
- Magnolia iltisiana
- Magnolia lenticellatum
- Magnolia nitida var. nitida
- Magnolia pacifica ssp. pacifica
- Magnolia rostrata
- Magnolia sambuensis
- Magnolia sargentiana
- Magnolia schiedeana
- Magnolia sinensis
- Magnolia sororum ssp. sororum
- Magnolia urraoense
- Magnolia virolinensis
- Magnolia yoroconte
- Manglietia aromatica
- Manglietia fordiana var. forrestii
- Manglietia grandis
- Manglietia megaphylla
- Michelia hypolampra
- Michelia punduana
- Talauma neilii

##### Muskatnød-familien(Myristicaceae)
- Cephalosphaera usambarensis
- Endocomia canarioides
- Endocomia virella
- Gymnacranthera canarica
- Horsfieldia ampla
- Horsfieldia ampliformis
- Horsfieldia amplomontana
- Horsfieldia androphora
- Horsfieldia ardisiifolia
- Horsfieldia atjehensis
- Horsfieldia borneensis
- Horsfieldia clavata
- Horsfieldia decalvata
- Horsfieldia disticha
- Horsfieldia elongata
- Horsfieldia flocculosa
- Horsfieldia fragillima
- Horsfieldia fulva
- Horsfieldia glabra var. javanica
- Horsfieldia glabra var. oviflora
- Horsfieldia gracilis
- Horsfieldia hellwigii var. brachycarpa
- Horsfieldia hirtiflora
- Horsfieldia iriana
- Horsfieldia longiflora
- Horsfieldia macilenta
- Horsfieldia moluccana var. pubescens
- Horsfieldia moluccana var. robusta
- Horsfieldia motleyi
- Horsfieldia nervosa
- Horsfieldia obscura
- Horsfieldia pachyrachis
- Horsfieldia pallidicaula var. macrocarya
- Horsfieldia pallidicaula var. microcarya
- Horsfieldia pallidicaula var. pallidicaula
- Horsfieldia paucinervis
- Horsfieldia penangiana ssp. obtusifolia
- Horsfieldia penangiana ssp. penangiana
- Horsfieldia perangusta
- Horsfieldia polyspherula var. maxima
- Horsfieldia pulcherrima
- Horsfieldia punctata
- Horsfieldia rufo-lanata
- Horsfieldia sabulosa
- Horsfieldia samarensis
- Horsfieldia sepikensis
- Horsfieldia squamulosa
- Horsfieldia sterilis
- Horsfieldia subtilis var. rostrata
- Horsfieldia sucosa ssp. bifissa
- Horsfieldia talaudensis
- Horsfieldia tenuifolia
- Horsfieldia triandra
- Horsfieldia tristis
- Horsfieldia tuberculata var. crassivalva
- Horsfieldia urceolata
- Horsfieldia valida
- Horsfieldia xanthina ssp. macrophylla
- Horsfieldia xanthina ssp. xanthina
- Iryanthera obovata
- Knema alvarezii
- Knema andamanica ssp. andamanica
- Knema andamanica ssp. nicobarica
- Knema andamanica ssp. peninsularis
- Knema ashtonii var. ashtonii
- Knema ashtonii var. cinnamomea
- Knema austrosiamensis
- Knema bengalensis
- Knema celebica
- Knema communis
- Knema conica
- Knema curtisii var. amoena
- Knema curtisii var. arenosa
- Knema curtisii var. paludosa
- Knema emmae
- Knema glauca var. riparia
- Knema hirtella var. pilocarpa
- Knema hookerana
- Knema korthalsii ssp. rimosa
- Knema kostermansiana
- Knema krusemaniana
- Knema kunstleri ssp. coriacea
- Knema kunstleri ssp. leptophylla
- Knema kunstleri ssp. macrophylla
- Knema kunstleri ssp. pseudostellata
- Knema lamellaria
- Knema lampongensis
- Knema latericia ssp. latericia
- Knema longepilosa
- Knema mamillata
- Knema matanensis
- Knema minima
- Knema mixta
- Knema mogeana
- Knema muscosa
- Knema oblongata ssp. parviflora
- Knema oblongata ssp. pedunculata
- Knema pachycarpa
- Knema pectinata ssp. vestita
- Knema pedicellata
- Knema pierrei
- Knema plumulosa
- Knema poilanei
- Knema psilantha
- Knema retusa
- Knema riangensis
- Knema ridsdaleana
- Knema rigidifolia ssp. camerona
- Knema rufa
- Knema saxatilis
- Knema sericea
- Knema sessiflora
- Knema squamulosa
- Knema steenisii
- Knema stellata ssp. minahassae
- Knema stellata ssp. stellata
- Knema stenocarpa
- Knema stylosa
- Knema subhirtella
- Knema tenuinervia ssp. kanburiensis
- Knema tonkinensis
- Knema tridactyla ssp. pachydactyla
- Knema tridactyla ssp. salicifolia
- Knema tridactyla ssp. sublaevis
- Knema tridactyla ssp. tridactyla
- Knema uliginosa
- Knema viridis
- Myristica agusanensis ssp. squamulosa
- Myristica alba
- Myristica ampliata
- Myristica andamanica
- Myristica arfakensis
- Myristica atresens
- Myristica basilanica
- Myristica brachypoda
- Myristica brevistipes
- Myristica buchneriana
- Myristica byssacea
- Myristica ceylanica
- Myristica coacta
- Myristica colinridsdalei
- Myristica corticata
- Myristica crassipes ssp. marronia
- Myristica dasycarpa
- Myristica devogelii
- Myristica duplopunctata ssp. duplopunctata
- Myristica duplopunctata ssp. versteeghii
- Myristica extensa
- Myristica fasciculata
- Myristica fissurata
- Myristica flavovirens
- Myristica frugifera
- Myristica fugax ssp. fugax
- Myristica fugax ssp. septentrionalis
- Myristica fusiformis ssp. fusiformis
- Myristica fusiformis ssp. pseudostipitata
- Myristica inaequalis
- Myristica incredibilis
- Myristica inundata
- Myristica kajewski ssp. robusta
- Myristica kjellbergii
- Myristica laevis ssp. badia
- Myristica laevis ssp. laevis
- Myristica lancifolia ssp. australiana
- Myristica lancifolia ssp. kutubuensis
- Myristica lasiocarpa
- Myristica leptophylla
- Myristica longipetiolata
- Myristica malabarica
- Myristica malaccensis ssp. papillosa
- Myristica mediovibex var. kosteriana
- Myristica mediovibex var. mediovibex
- Myristica mediterranea
- Myristica millepunctata
- Myristica nana
- Myristica olivacea
- Myristica ornata
- Myristica ovicarpa
- Myristica pachycarpidia
- Myristica papillatifolia
- Myristica perlaevis
- Myristica petiolata
- Myristica philippensis
- Myristica pilosella
- Myristica pilosigemma
- Myristica polyantha
- Myristica psilocarpa
- Myristica pubicarpa
- Myristica pygmaea
- Myristica robusta
- Myristica rosselensis ssp. minutiflora
- Myristica rubrinervis var. duplex
- Myristica rubrinervis var. rubrinervis
- Myristica rumphii var. florentis
- Myristica sarcantha
- Myristica schlechteri
- Myristica simiarum ssp. calcarea
- Myristica simulans
- Myristica sinclairii
- Myristica sogeriensis
- Myristica subalulata var. hagensis
- Myristica subalulata var. leptantha
- Myristica subalulata var. pedunculata
- Myristica subcordata var. rimosa
- Myristica tamrauensis
- Myristica tenuivenia ssp. lignosa
- Myristica trianthera
- Myristica tristis ssp. ingambitense
- Myristica tristis ssp. louisiadensis
- Myristica tristis ssp. sessilifructa
- Myristica ultrabasica
- Myristica velutina ssp. breviflora
- Myristica verruculosa
- Myristica warburgii ssp. hybrida
- Myristica warburgii ssp. siphonantha
- Staudtia pterocarpa
- Virola parvifolia

##### Wintera-familien(Winteraceae)
- Drimys confertifolia
- Zygogynum cristatum
- Zygogynum tanyostigma

#### Barbadoskirsebær-ordenen(Malpighiales)

##### Caryocaraceae
- Anthodiscus chocoensis
- Caryocar costaricense

##### Perikon-familien(Clusiaceae)
- Allanblackia gabonensis
- Allanblackia stuhlmannii
- Allanblackia ulugurensis
- Bonnetia bolivarensis
- Bonnetia celiae
- Bonnetia chimantensis
- Bonnetia cordifolia
- Bonnetia holostyla
- Bonnetia jauensis
- Bonnetia kathleenae
- Bonnetia lanceifolia
- Bonnetia maguireorum
- Bonnetia multinervia
- Bonnetia rubicunda
- Calophyllum bifurcatum
- Calophyllum bracteatum
- Calophyllum carrii var. carrii
- Calophyllum carrii var. longigemmatum
- Calophyllum caudatum
- Calophyllum chapelieri
- Calophyllum confusum
- Calophyllum cordato-oblongum
- Calophyllum havilandii
- Calophyllum macrophyllum
- Calophyllum mooni
- Calophyllum obscurum
- Calophyllum parvifolium
- Calophyllum robustum
- Calophyllum rufinerve
- Calophyllum savannarum
- Calophyllum thwaitesii
- Calophyllum tomentosum
- Calophyllum walkeri
- Caraipa utilis
- Clusia carinata
- Clusia clarendonensis
- Clusia croatii
- Clusia cupulata
- Clusia dukei
- Clusia longipetiolata
- Clusia osseocarpa
- Clusia polystigma
- Clusia portlandiana
- Clusia pseudomangle
- Clusia skotaster
- Clusia tarmensis
- Garcinia acutifolia
- Garcinia afzelii
- Garcinia brevipedicellata
- Garcinia clusiaefolia
- Garcinia costata
- Garcinia decussata
- Garcinia epunctata
- Garcinia holttumii
- Garcinia kola
- Garcinia montana
- Garcinia quaesita
- Garcinia rubro-echinata
- Garcinia semseii
- Garcinia staudtii
- Garcinia terpnophylla var. acuminata
- Garcinia terpnophylla var. terpnophylla
- Garcinia travancorica
- Garcinia wightii
- Hypericum acostanum
- Hypericum balfourii
- Hypericum fieriense
- Hypericum gnidiifolium
- Hypericum maguirei
- Hypericum matangense
- Kayea coriacea
- Kayea macrophylla
- Kielmeyera peruviana
- Mammea grandifolia
- Mammea malayana
- Mammea papuana
- Mammea papyracea
- Mammea timorensis
- Mammea usambarensis
- Mammea veimauriensis
- Marila saramaccana
- Marila spiciformis
- Mesua kochummenia
- Mesua purseglovei
- Montrouziera cauliflora
- Tovomita chachapoyasensis
- Tovomita microcarpa
- Tovomita weberbaueri

##### Dichapetalaceae
- Dichapetalum asplundeanum
- Dichapetalum bocageanum
- Dichapetalum costaricense
- Stephanopodium longipedicellatum
- Stephanopodium magnifolium
- Tapura arachnoidea
- Tapura carinata
- Tapura ivorensis
- Tapura letestui
- Tapura neglecta
- Tapura orbicularis

##### Barbadoskirsebær-familien(Malpighiaceae)
- Bunchosia cauliflora
- Bunchosia hartwegiana var. brevisurcularis
- Bunchosia jamaicensis
- Bunchosia linearifolia
- Hiraea perplexa
- Malpighia harrisii
- Malpighia obtusifolia
- Mezia tomentosa
- Ptilochaeta nudipes
- Spachea correae

##### Fugleøjebusk-familien(Ochnaceae)
- Campylospermum letouzeyi
- Campylospermum scheffleri
- Campylospermum vogelii var. molleri
- Fleurydora felicis
- Lophira alata
- Ouratea amplectens
- Ouratea cocleensis
- Ouratea quintasii
- Ouratea schusteri
- Ouratea tumacoensis
- Sauvagesia brevipetala

##### Quiinaceae
- Quiina colonensis

##### Passionsblomst-familien(Passifloraceae)
- Passiflora ampullacea
- Passiflora deltoifolia
- Passiflora eggersii
- Passiflora hirtiflora
- Passiflora jamesonii
- Passiflora jatunsachensis
- Passiflora roseorum
- Passiflora sanctae-barbarae
- Passiflora trochlearis

##### Podostemaceae
- Ledermanniella thalloidea

##### Pileurt-familien(Polygonaceae)
- Calligonum paletzkianum
- Coccoloba coriacea
- Coccoloba matudae
- Coccoloba tiliacea
- Coccoloba troyana
- Rumex andinus
- Triplaris setosa var. Woytkowskii

##### Mangrovetræ-familien(Rhizophoraceae)
- Anopyxis klaineana
- Carallia calycina
- Cassipourea fanshawei
- Cassipourea flanaganii
- Cassipourea hiotou
- Cassipourea thomassetii

##### Pile-familien(Salicaceae)
- Banara brasiliensis
- Bennettiodendron cordatum
- Casearia crassinervis
- Casearia engleri
- Casearia flavovirens
- Casearia macrocarpa
- Casearia mannii
- Casearia megacarpa
- Casearia wynadensis
- Dasylepis integra
- Dovyalis xanthocarpa
- Homalium dalzielii
- Homalium gracilipes
- Homalium kunstleri
- Homalium lacticum var. glabratum
- Homalium ogoouense
- Homalium patoklaense
- Homalium rubiginosum
- Homalium sleumerianum
- Homalium smythei
- Homalium taypau
- Homalium travancoricum
- Homalium undulatum
- Hydnocarpus annamensis
- Hydnocarpus filipes
- Hydnocarpus hainanensis
- Hydnocarpus humei
- Hydnocarpus macrocarpa ssp. macrocarpa
- Hydnocarpus octandra
- Laetia micrantha
- Lasiochlamys mandjeliana
- Lasiochlamys pseudocoriacea
- Lunania cubensis
- Lunania polydactyla
- Lunania racemosa
- Oncoba lophocarpa
- Rawsonia burtt-davyi
- Ryparosa fasciculata
- Samyda glabrata
- Samyda villosa
- Scolopia steenisiana
- Trichadenia zeylanica
- Xylosma boulindae
- Xylosma kaalense
- Xylosma molestum
- Xylosma palawanense
- Xylosma proctorii
- Xylosma serpentinum
- Xylosma tuberculatum
- Xylotheca tettensis var. Fissistyla

##### Viol-familien(Violaceae)
- Allexis cauliflora
- Allexis obanensis
- Rinorea brachythrix
- Rinorea convallarioides var. marsabitensis
- Rinorea longistipulata
- Rinorea oraria
- Rinorea pectino-squamata
- Rinorea ramiziana
- Rinorea thomasii
- Rinorea thomensis
- Rinorea ulmifolia
- Rinorea uxpanapana

#### Katost-ordenen(Malvales)

##### Dipterocarpaceae
- Cotylelobium lanceolatum
- Dipterocarpus conformis ssp. borneensis
- Dipterocarpus retusus
- Hopea exalata
- Hopea foxworthyi
- Hopea griffithii
- Hopea odorata
- Hopea pachycarpa
- Hopea pterygota
- Neobalanocarpus heimii
- Shorea alutacea
- Shorea macrophylla
- Shorea uliginosa
- Vatica oblongifolia ssp. oblongifolia
- Vatica oblongifolia ssp. selakoensis

##### Katost-familien(Malvaceae)
- Abutilon sachetianum
- Bombacopsis quinata
- Bombax rhodognaphalon var. tomentosum
- Ceiba rosea
- Cullenia ceylanica
- Durio acutifolius
- Durio dulcis
- Durio grandiflorus
- Durio kutejensis
- Durio pinangianus
- Durio testudinarum
- Eriotheca peruviana
- Hampea breedlovei
- Hampea micrantha
- Hampea reynae
- Hibiscus kokio ssp. kokio
- Hibiscus malacophyllus
- Hibiscus scottii
- Huberodendron patinoi
- Kostermansia malayana
- Matisia stenopetala
- Nototriche ecuadoriensis
- Phragmotheca rubriflora
- Quararibea dolichosiphon
- Quararibea pterocalyx
- Quararibea velutina
- Rhodognaphalon breviscupe
- Robinsonella brevituba
- Robinsonella mirandae
- Robinsonella samaricarpa
- Wercklea intermedia

##### Sterculiaceae
- Acropogon aoupiniensis
- Acropogon bullatus
- Acropogon domatifer
- Acropogon fatsioides
- Acropogon megaphyllus
- Ayenia laevigata var. laevigata
- Brachychiton carruthersii
- Brachychiton velutinosus
- Byttneria jaramilloana
- Byttneria sparrei
- Cola bracteata
- Cola duparquetiana
- Cola gigas
- Cola glabra
- Cola hypochrysea
- Cola letestui
- Cola mossambicensis
- Cola reticulata
- Cola scheffleri
- Cola suboppositifolia
- Cola umbratilis
- Dombeya amaniensis
- Dombeya longebracteolata
- Eribroma oblonga
- Eriolaena lushingtonii
- Firmiana hainanensis
- Heritiera longipetiolata
- Heritiera parvifolia
- Heritiera utilis
- Hildegardia cubensis
- Nesogordonia papaverifera
- Pterospermum reticulatum
- Pterygota bequaertii
- Pterygota macrocarpa
- Scaphium longiflorum
- Scaphopetalum parvifolium
- Sterculia alexandri
- Sterculia schliebenii

##### Tiliaceae (se underKatost-familien)
- Asterophorum mennegae
- Brownlowia kleinhovioidea
- Burretiodendron esquirolii
- Burretiodendron hsienmu
- Diplodiscus paniculatus
- Grewia aldabrensis
- Grewia bilocularis
- Grewia milleri
- Grewia salicifolia
- Grewia turbinata
- Microcos erythrocarpa
- Microcos globulifera
- Mollia glabrescens
- Pentace acuta
- Pentace exima
- Pentace microlepidota
- Pentace perakensis
- Schoutenia kunstleri

##### Dafne-familien(Thymelaeaceae)
- Aquilaria banaensae
- Aquilaria beccariana
- Aquilaria cumingiana
- Aquilaria hirta
- Aquilaria malaccensis
- Aquilaria microcarpa
- Aquilaria sinensis
- Daphnopsis calcicola
- Daphnopsis pavonii
- Dicranolepis polygaloides
- Gonystylus bancanus
- Gonystylus calophylloides
- Gonystylus consanguineus
- Gonystylus costalis
- Gonystylus decipiens
- Gonystylus glaucescens
- Gonystylus keithii
- Gonystylus lucidulus
- Gonystylus macrophyllus
- Gonystylus nervosus
- Gonystylus nobilis
- Gonystylus pendulus
- Gonystylus spectabilis
- Gonystylus stenosepalus
- Gonystylus xylocarpus

#### Myrte-ordenen(Myrtales)

##### Combretaceae
- Anogeissus dhofarica
- Buchenavia hoehneana
- Combretum hartmannianum
- Combretum rochetianum
- Terminalia bentzoe ssp. bentzoe
- Terminalia eddowesii
- Terminalia hecistocarpa
- Terminalia ivorensis
- Terminalia januariensis
- Terminalia kangeanensis
- Terminalia kuhlmannii
- Terminalia microcarpa ssp. incana
- Terminalia nitens
- Terminalia novocaledonica
- Terminalia parviflora
- Terminalia pellucida
- Terminalia reitzii
- Terminalia rerei

##### Crypteroniaceae
- Axinandra zeylanica

##### Kattehale-familien(Lythraceae)
- Ginoria nudiflora
- Lafoensia replicata
- Lagerstroemia anisoptera
- Lagerstroemia intermedia
- Punica protopunica

##### Melastomataceae
- Aciotis asplundii
- Alloneuron dorrii
- Alloneuron ecuadorense
- Astronidium degeneri
- Axinaea pauciflora
- Axinaea sclerophylla
- Blakea campii
- Blakea harlingii
- Blakea hispida
- Blakea madisonii
- Blakea oldemanii
- Blakea pichinchensis
- Blakea rotundifolia
- Brachyotum azuayense
- Brachyotum benthamianum
- Brachyotum fictum
- Brachyotum fraternum
- Brachyotum gleasonii
- Brachyotum gracilescens
- Brachyotum harlingii
- Brachyotum incrassatum
- Brachyotum jamesonii
- Brachyotum johannes-julii
- Brachyotum rugosum
- Brachyotum russatum
- Bucquetia nigritella
- Centronia brachycera
- Centronia laurifolia
- Centronia mutisii
- Centronia peruviana
- Clidemia acostae
- Clidemia asplundii
- Clidemia imparilis
- Clidemia purpurea
- Conostegia chiriquensis
- Conostegia superba
- Graffenrieda caudata
- Graffenrieda harlingii
- Graffenrieda trichanthera
- Henriettea punctata
- Henriettea squamata
- Henriettella ininensis
- Huilaea ecuadorensis
- Huilaea occidentalis
- Leandra pastazana
- Lijndenia brenanii
- Lijndenia greenwayii
- Memecylon bequaertii
- Memecylon candidum
- Memecylon cinereum
- Memecylon clarkeanum
- Memecylon dasyanthum
- Memecylon eleagni
- Memecylon floridum
- Memecylon grande
- Memecylon hookeri
- Memecylon hullettii
- Memecylon kunstleri
- Memecylon lawsonii
- Memecylon leucanthum
- Memecylon macrocarpum
- Memecylon ovoideum
- Memecylon rostratum
- Memecylon rotundatum
- Memecylon royenii
- Memecylon sylvaticum
- Memecylon teitense
- Memecylon urceolatum
- Memecylon varians
- Memecylon wallichii
- Meriania almedae
- Meriania amplexicaulis
- Meriania cuneifolia ssp. cuneifolia
- Meriania cuneifolia ssp. subandina
- Meriania cuneifolia
- Meriania drakei ssp. chontalensis
- Meriania drakei ssp. drakei
- Meriania furvanthera
- Meriania grandiflora
- Meriania kirkbridei
- Meriania pastazana
- Meriania pichinchensis
- Meriania rigida
- Miconia aequatorialis
- Miconia aligera
- Miconia alpina
- Miconia ayacuchensis
- Miconia barclayana
- Miconia bipatrialis
- Miconia bolivarensis
- Miconia brevistylis
- Miconia caelata
- Miconia cajanumana
- Miconia calignosa
- Miconia calophylla
- Miconia campii
- Miconia castillensis
- Miconia cosangensis
- Miconia crebribullata
- Miconia dapsiliflora
- Miconia demissifolia
- Miconia dissimulans
- Miconia explicita
- Miconia floccosa
- Miconia gibba
- Miconia gonioclada
- Miconia grayana
- Miconia griffisii
- Miconia hexamera
- Miconia huigrensis
- Miconia hylophila
- Miconia idiogena
- Miconia imitans
- Miconia innata
- Miconia jorgensenii
- Miconia lachnoclada
- Miconia laxa
- Miconia mediocris
- Miconia monzoniensis ssp. cuzcoensis
- Miconia namandensis
- Miconia oellgaardii
- Miconia pastazana
- Miconia penningtonii
- Miconia perelegans
- Miconia pernettifolia
- Miconia pisinniflora
- Miconia poortmannii
- Miconia protuberans
- Miconia renneri
- Miconia rimbachii
- Miconia santaritensis
- Miconia seticaulis
- Miconia setulosa
- Miconia sodiroi
- Miconia sparrei
- Miconia stenophylla
- Miconia suborbicularis
- Miconia tephrodes
- Miconia thaminantha ssp. thaminantha
- Miconia zamorensis
- Mouriri panamensis
- Ossaea boekei
- Ossaea sparrei
- Spathandra barteri
- Tetrazygia elegans
- Tibouchina campii
- Tibouchina gleasoniana
- Tibouchina oroensis
- Topobea asplundii
- Topobea brevibractea
- Topobea pascoensis
- Triolena pedemontana
- Warneckea memecyloides
- Warneckea wildeana

##### Myrte-familien(Myrtaceae)
- Acca lanuginosa
- Austromyrtus horizontalis
- Austromyrtus lotoides
- Calycolpus excisus
- Calycorectes wurdackii
- Calyptranthes brevispicata
- Calyptranthes capitata
- Calyptranthes crebra
- Calyptranthes ekmanii
- Calyptranthes luquillensis
- Calyptranthes nodosa
- Calyptranthes polyneura
- Calyptranthes umbelliformis
- Calyptranthes wilsonii
- Campomanesia aromatica
- Campomanesia espiritosantensis
- Campomanesia neriiflora
- Campomanesia phaea
- Campomanesia schlechtendaliana var. schlechtendaliana
- Cupheanthus microphyllus
- Eugenia amoena
- Eugenia benjamina
- Eugenia brachythrix
- Eugenia brownei
- Eugenia burkilliana
- Eugenia calcadensis
- Eugenia caudata
- Eugenia colipensis
- Eugenia conglomerata
- Eugenia cordifoliolata
- Eugenia crenata
- Eugenia cyrtophylloides
- Eugenia discors
- Eugenia ericoides
- Eugenia fernandopoana
- Eugenia fulva
- Eugenia gatopensis
- Eugenia goniocalyx
- Eugenia haniffii
- Eugenia harrisii var. harrisii
- Eugenia heterochroa
- Eugenia hexovulata
- Eugenia kaalensis
- Eugenia lamprophylla
- Eugenia longicuspis
- Eugenia mackeeana
- Eugenia mandevillensis var. mandevillensis
- Eugenia mandevillensis var. perratonii
- Eugenia mexicana
- Eugenia micranthoides
- Eugenia microcarpa
- Eugenia ngadimaniana
- Eugenia noumeensis
- Eugenia pallidula
- Eugenia plumbea
- Eugenia porphyrantha
- Eugenia prasina
- Eugenia pseudoclaviflora
- Eugenia quadrata
- Eugenia rhomboidea
- Eugenia rivulorum
- Eugenia rottleriana
- Eugenia rotundata
- Eugenia rufo-fulva
- Eugenia schulziana
- Eugenia schunkei
- Eugenia setosa
- Eugenia swettenhamiana
- Eugenia tabouensis
- Eugenia tiumanensis
- Eugenia umtamvunensis
- Eugenia virotii
- Krokia pilotoana
- Marlierea sintenisii
- Metrosideros ochrantha
- Metrosideros polymorpha var. newellii
- Metrosideros punctata
- Mitranthes clarendonensis
- Myrceugenia bracteosa
- Myrceugenia brevipedicellata
- Myrceugenia campestris
- Myrceugenia fernandeziana
- Myrceugenia franciscensis
- Myrceugenia kleinii
- Myrceugenia pilotantha
- Myrceugenia rufescens
- Myrceugenia schulzei
- Myrceugenia scutellata
- Myrcia albobrunnea
- Myrcia almasensis
- Myrcia calcicola
- Myrcia crassimarginata
- Myrcia fosteri
- Myrcia grandiflora
- Myrcia lineata
- Myrcia pentagona
- Myrcia splendens var. chrysocoma
- Myrcianthes callicoma
- Myrcianthes oreophila
- Myrciaria cuspidata
- Myrciaria pliniodes
- Myrciaria silveirana
- Neomitranthes cordifolia
- Neomitranthes langsdorfii
- Pimenta adenoclada
- Pimenta cainitoides
- Pimenta filipes
- Pimenta haitiensis
- Pimenta obscura
- Pimenta odiolens
- Pimenta oligantha
- Pimenta pseudocaryophyllus var. hoehnei
- Pimenta racemosa var. hispaniolensis
- Pimenta racemosa var. ozua
- Psidium rostratum
- Psidium rufum var. widgrenianum
- Siphoneugenia densiflora
- Siphoneugenia occidentalis
- Siphoneugenia widgreniana
- Syzygium amplifolium
- Syzygium benthamianum
- Syzygium cordifolium ssp. cordifolium
- Syzygium cordifolium ssp. spissum
- Syzygium densiflorum
- Syzygium firmum
- Syzygium makul
- Syzygium micranthum
- Syzygium neesianum
- Syzygium occidentale
- Syzygium oliganthum
- Syzygium pondoense
- Syzygium ramavarma
- Syzygium rotundifolium
- Syzygium spissum
- Syzygium wolfii
- Syzygium wrightii
- Tristania decorticata
- Tristania littoralis
- Tristaniopsis macphersonii
- Tristaniopsis minutiflora
- Tristaniopsis reticulata
- Tristaniopsis vieillardii
- Xanthostemon sulfureus
- Xanthostemon verdugonianus

##### Natlys-familien(Onagraceae)
- Fuchsia campii
- Fuchsia harlingii
- Fuchsia pilaloensis
- Fuchsia steyermarkii
- Fuchsia summa
- Ludwigia anastomosans

##### Rhynchocalycaceae
- Rhynchocalyx lawsonioides

##### Vochysiaceae
- Qualea calantha
- Qualea impexa

#### Surkløver-ordenen(Oxalidales)

##### Brunelliaceae
- Brunellia acostae
- Brunellia antioquensis
- Brunellia boqueronensis
- Brunellia cayambensis
- Brunellia macrophylla
- Brunellia occidentalis
- Brunellia racemifera
- Brunellia subsessilis

##### Cephalotaceae
- Cephalotus follicularis

##### Connaraceae
- Connarus agamae
- Connarus williamsii var. williamsii
- Ellipanthus beccarii var. beccarii
- Jollydora glandulosa
- Jollydora pierrei

##### Cunoniaceae
- Ceratopetalum succirubrum
- Cunonia aoupiniensis
- Cunonia ouaiemensis
- Geissois superba
- Weinmannia apurimacensis
- Weinmannia auriculata var. dryadifolia
- Weinmannia descendens
- Weinmannia jelskii
- Weinmannia laurina var. pseudolaurina
- Weinmannia loxensis
- Weinmannia microphylla var. tenuior
- Weinmannia ouaiemensis
- Weinmannia portlandiana
- Weinmannia stenocarpa
- Weinmannia ueli
- Weinmannia vitiensis

##### Elaeocarpaceae
- Elaeocarpus acmosepalus
- Elaeocarpus apiculatus
- Elaeocarpus beccarii ssp. beccarii
- Elaeocarpus beccarii ssp. nitens
- Elaeocarpus beccarii ssp. sumatrana
- Elaeocarpus brigittae
- Elaeocarpus calomala var. pustulatus
- Elaeocarpus colnettianus
- Elaeocarpus dinagatensis
- Elaeocarpus eriobotryoides
- Elaeocarpus fraseri
- Elaeocarpus gigantifolius
- Elaeocarpus glandulifer
- Elaeocarpus inopinatus
- Elaeocarpus miriensis
- Elaeocarpus moratii
- Elaeocarpus prunifolius
- Elaeocarpus recurvatus
- Elaeocarpus royenii
- Elaeocarpus rugosus
- Elaeocarpus simaluensis
- Elaeocarpus submonoceras ssp. fusicarpus
- Elaeocarpus submonoceras ssp. oxypyren
- Elaeocarpus submonoceras ssp. procerus
- Elaeocarpus submonoceras ssp. submonoceras
- Elaeocarpus subvillosus
- Elaeocarpus teysmannii ssp. domatiferus
- Elaeocarpus teysmannii ssp. moluccensis
- Elaeocarpus teysmannii ssp. morowalensis
- Elaeocarpus teysmannii ssp. rhizophorus
- Elaeocarpus teysmannii ssp. teysmannii
- Elaeocarpus venustus
- Sloanea acutiflora
- Sloanea gracilis
- Sloanea lepida
- Sloanea suaveolens

##### Huaceae
- Afrostyrax lepidophyllus

#### Peber-ordenen(Piperales)

##### Peber-familien(Piperaceae)
- Peperomia choritana
- Peperomia crispa
- Peperomia graveolens
- Peperomia inconspicua
- Peperomia millei
- Peperomia persulcata
- Peperomia porphyridea
- Peperomia rupicola
- Peperomia scutellariifolia
- Peperomia thienii
- Piper hylebates
- Piper hylophilum
- Piper lineatipilosum
- Piper napo-pastazanum
- Piper nebuligaudens
- Piper schuppii
- Piper seychellarum
- Piper sodiroi
- Piper subaduncum
- Piper supernum

#### Protea-ordenen(Proteales)

##### Protea-familien(Proteaceae)
- Beauprea crassifolia
- Euplassa isernii
- Euplassa occidentalis
- Helicia acutifolia
- Helicia australasica
- Helicia calocoma
- Helicia grandifolia
- Helicia neglecta
- Helicia peekelii
- Helicia retusa
- Helicia rostrata
- Heliciopsis cockburnii
- Heliciopsis rufidula
- Kermadecia pronyensis
- Leucadendron argenteum
- Macadamia neurophylla
- Mimetes arboreus
- Mimetes chrysanthus
- Protea aurea ssp. potbergensis
- Protea curvata
- Protea laetans
- Protea lanceolata
- Roupala loxensis
- Roupala pinnata
- Roupala sphenophyllum

#### Ranunkel-ordenen(Ranunculales)

##### Berberis-familien(Berberidaceae)
- Berberis candidula
- Berberis dryandriphylla
- Berberis iliensis
- Berberis johannis
- Berberis pindilicensis
- Berberis silvicola
- Berberis taronensis
- Berberis woomungensis
- Berberis xanthophloea
- Dysosma aurantiocaulis
- Dysosma tsayuensis
- Dysosma veitchii
- Dysosma versipellis
- Epimedium ecalcaratum
- Epimedium flavum
- Epimedium parvifolium
- Epimedium simplicifolium
- Epimedium truncatum
- Epimedium zhushanense
- Mahonia conferta
- Mahonia decipiens
- Mahonia microphylla
- Mahonia oiwakensis

##### Sabiaceae
- Disciphania tricaudata
- Hyperbaena allenii
- Hyperbaena jalcomulcensis

#### Rosen-ordenen(Rosales)

##### Sølvblad-familien(Elaeagnaceae)
- Clavija jelskii
- Clavija pungens
- Clavija repanda
- Clavija subandina
- Jacquinia macrantha var. macrantha

##### Korsved-familien(Rhamnaceae)
- Alphitonia erubescens
- Alphitonia ponderosa
- Auerodendron jamaicense
- Colubrina anomala
- Colubrina obscura
- Emmenosperma pancherianum
- Lasiodiscus mildbraedii ssp. ferrugineus
- Lasiodiscus rozeirae
- Rhamnella gilgitica
- Rhamnus integrifolia
- Ziziphus celata
- Ziziphus hutchinsonii
- Ziziphus talanai

##### Rosen-familien(Rosaceae)
- Amygdalus bucharica
- Amygdalus korshinskyi
- Aphanes cotopaxiensis
- Cliffortia arborea
- Kageneckia lanceolata
- Lachemilla aequatoriensis
- Lachemilla angustata
- Lachemilla jamesonii
- Lachemilla rupestris
- Lachemilla sprucei
- Lyonothamnus floribundus ssp. asplenifolius
- Lyonothamnus floribundus ssp. floribundus
- Malus komarovii
- Malus sieversii
- Photinia lasiogyna
- Photinia lasiopetala
- Polylepis besseri ssp. besseri
- Polylepis besseri ssp. incarum
- Polylepis besseri ssp. subtusalbida
- Polylepis crista-galli
- Polylepis hieronymi
- Polylepis incana
- Polylepis lanuginosa
- Polylepis microphylla
- Polylepis multijuga
- Polylepis neglecta
- Polylepis pauta
- Polylepis pepei
- Polylepis racemosa ssp. lanata
- Polylepis racemosa ssp. triacontandra
- Polylepis racemosa
- Polylepis reticulata
- Polylepis rugulosa
- Polylepis subsericans
- Polylepis tomentella ssp. incanoides
- Polylepis weberbaueri
- Prunus africana
- Prunus grisea var. tomentosa
- Prunus laxinervis
- Prunus lusitanica ssp. hixa
- Prunus mirabilis
- Prunus ramburii
- Prunus subglabra
- Prunus taiwaniana
- Prunus walkeri
- Pyrus serikensis
- Rubus azuayensis
- Rubus laegaardii
- Sorbus amabilis
- Sorbus anglica
- Sorbus arranensis
- Sorbus badensis
- Sorbus eminens
- Sorbus franconica
- Sorbus heilingensis
- Sorbus pseudofennica
- Sorbus pseudothuringiaca
- Sorbus subcordata
- Sorbus subcuneata
- Sorbus vexans

#### Krap-ordenen(Rubiales)

##### Krap-familien(Rubiaceae)
- Alleizettella rubra
- Allenanthus hondurensis
- Antirhea portoricensis
- Antirhea radiata
- Antirhea sintenisii
- Aoranthe penduliflora
- Aulacocalyx pallens ssp. pallens
- Belonophora talbotii
- Bertiera pauloi
- Bobea sandwicensis
- Byrsophyllum ellipticum
- Calochone acuminata
- Calycosiphonia macrochlamys
- Canthium dicoccum
- Canthium impressinervium
- Canthium keniense
- Canthium kilifiensis
- Canthium montanum
- Canthium neilgherrense var. neilgherrense
- Canthium oligocarpum ssp. intermedium
- Canthium racemulosum var. nanguanum
- Canthium robynsianum
- Canthium shabanii
- Canthium siebenlistii
- Canthium suborbiculare
- Canthium vollensenii
- Chassalia albiflora
- Chassalia petitiana
- Chazaliella obanensis
- Cinchona lucumifolia
- Cinchona rugosa
- Coffea costatifructa
- Coffea fadenii
- Coffea macrocarpa
- Coffea mongensis
- Coffea mufindiensis ssp. mufindiensis
- Coffea pocsii
- Coffea pseudozanguebariae
- Coffea togoensis
- Coffea zanguebariae
- Condaminea glabrata
- Condaminea macrocarpa
- Condaminea microcarpa
- Coprosma oliveri
- Coprosma pyrifolia
- Coprosma wallii
- Coussarea mexicana
- Craterispermum longipedunculatum
- Craterispermum microdon
- Craterispermum montanum
- Cuviera migeodii
- Cuviera talbotii
- Cuviera tomentosa
- Cyclophyllum tenuipes
- Elaeagia ecuadorensis
- Elaeagia pastoensis
- Erithalis quadrangularis
- Exostema triflorum
- Faramea exemplaris
- Gaertnera rosea
- Gaertnera walkeri
- Gaillonia putorioides
- Galium azuayicum
- Gardenia hillii
- Gardenia remyi
- Gardenia transvenulosa
- Glionnetia sericea
- Gonzalagunia pauciflora
- Guettarda comata
- Guettarda frangulifolia
- Guettarda noumeana
- Hallea ledermannii
- Hallea stipulosa
- Hamelia papillosa
- Heinsenia diervilleiodes ssp. mufindiensis
- Hymenocoleus glaber
- Ixora albersii
- Ixora foliosa
- Ixora jucunda
- Ixora malabarica
- Ixora nigerica
- Ixora pudica
- Ixora scheffleri ssp. scheffleri
- Joosia longisepala
- Joosia macrocalyx
- Joosia oligantha
- Keetia koritschaneri
- Keetia purpurascens
- Kotchubaea montana
- Kraussia socotrana
- Kraussia speciosa
- Ladenbergia acutifolia
- Ladenbergia ferruginea
- Ladenbergia gavanensis
- Ladenbergia stenocarpa
- Ladenbergia ulei
- Lagynias pallidiflora
- Lagynias rufescens ssp. angustiloba
- Lasianthus ciliatus
- Lasianthus gardneri
- Lasianthus grandifolius
- Lasianthus kilimandscharicus ssp. laxinervis
- Lasianthus pedunculatus
- Lasianthus rostratus
- Lasianthus wallacei
- Litosanthes capitulatus
- Macrocnemum cinchonoides
- Macrocnemum pilosinervium
- Mastixiodendron stoddardii
- Morinda asteroscepa
- Mouretia tonkinensis
- Multidentia castaneae
- Multidentia sclerocarpa
- Mussaenda microdonta var. microdonta
- Mussaenda monticola var. glabrescens
- Mussaenda monticola var. monticola
- Nargedia macrocarpa
- Nauclea diderrichii
- Ochreinauclea missionis
- Oldenlandia ocellata
- Oxyanthus lepidus ssp. kigogoensis
- Oxyanthus montanus
- Oxyanthus pyriformis ssp. brevitubus
- Oxyanthus pyriformis ssp. tanganyikensis
- Pachystigma loranthifolium ssp. loranthifolium
- Palicourea anderssoniana
- Palicourea anianguana
- Palicourea asplundii
- Palicourea azurea
- Palicourea calantha
- Palicourea calothyrsus
- Palicourea calycina
- Palicourea canarina
- Palicourea candida
- Palicourea consobrina
- Palicourea corniculata
- Palicourea cornigera
- Palicourea gentryi
- Palicourea herrerae
- Palicourea jaramilloi
- Palicourea latifolia
- Palicourea lobbii
- Palicourea prodiga
- Palicourea sodiroi
- Palicourea tectoneura
- Palicourea wilesii
- Pauridiantha divaricata
- Pauridiantha insularis
- Pauridiantha venusta
- Pausinystalia lane-poolei ssp. lane-poolei
- Pavetta abyssinica var. usambarica
- Pavetta axillipara
- Pavetta comostyla var. matengoana
- Pavetta comostyla var. nyassica
- Pavetta holstii
- Pavetta intermedia
- Pavetta johnstonii ssp. breviloba
- Pavetta kyimbilensis var. iringensis
- Pavetta kyimbilensis var. kyimbilensis
- Pavetta lasioclada
- Pavetta linearifolia
- Pavetta lynesii
- Pavetta macrosepala var. macrosepala
- Pavetta macrosepala var. puberula
- Pavetta manyanguensis
- Pavetta mollissima
- Pavetta monticola
- Pavetta nitidissima
- Pavetta sepium var. massaica
- Pavetta sepium var. sepium
- Pavetta sparsipila
- Pavetta sphaerobotrys ssp. lanceisepala
- Pavetta sphaerobotrys ssp. sphaerobotrys
- Pavetta sphaerobotrys ssp. tanaica
- Pavetta subumbellata var. subcoriacea
- Pavetta tarennoides
- Pavetta tendagurensis var. glabrescens
- Pavetta tendagurensis var. tendagurensis
- Pentas ledermannii
- Polysphaeria macrantha
- Portlandia harrisii
- Pseudosabicea batesii
- Pseudosabicea medusula
- Pseudosabicea pedicellata
- Psychotria alsophila
- Psychotria camerunensis
- Psychotria cathetoneura
- Psychotria crassipetala
- Psychotria cyathicalyx
- Psychotria dasyophthalma
- Psychotria domatiata
- Psychotria dubia
- Psychotria elachistantha
- Psychotria foetens
- Psychotria fusiformis
- Psychotria goetzei var. goetzei
- Psychotria goetzei var. platyphylla
- Psychotria greenwelliae
- Psychotria guerkeana
- Psychotria hierniana
- Psychotria lanceifolia
- Psychotria lepiniana
- Psychotria megalopus
- Psychotria megistantha
- Psychotria peteri
- Psychotria petitii
- Psychotria plicata
- Psychotria podocarpa
- Psychotria pseudoplatyphylla
- Psychotria stenophylla
- Psychotria taitensis
- Psychotria waasii
- Psychotria woytkowskii
- Psydrax faulknerae
- Psydrax kibuwae
- Psydrax micans
- Psydrax paradoxa
- Pyrostria socotrana
- Randia aculeata var. jamaicensis
- Rhipidantha chlorantha
- Robynsia glabrata
- Rondeletia adamsii
- Rondeletia elegans
- Rondeletia galeottii
- Rondeletia hirsuta
- Rondeletia hirta
- Rondeletia pallida
- Rondeletia peruviana
- Rondeletia portlandensis
- Rondeletia racemosa
- Rondeletia subsessilifolia
- Rothmannia annae
- Rothmannia macrosiphon
- Rudgea crassifolia
- Rudgea microcarpa
- Rudgea obesiflora
- Rudgea stenophylla
- Rustia alba
- Rustia viridiflora
- Rutidea nigerica
- Rytigynia adenodonta var. adenodonta
- Rytigynia adenodonta var. reticulata
- Rytigynia binata
- Rytigynia bugoyensis ssp. glabriflora
- Rytigynia caudatissima
- Rytigynia celastroides var. nuda
- Rytigynia eickii
- Rytigynia hirsutiflora
- Rytigynia induta
- Rytigynia lichenoxenos ssp. glabrituba
- Rytigynia lichenoxenos ssp. lichenoxenos
- Rytigynia nodulosa
- Rytigynia pseudolongicaudata
- Sabicea pyramidalis
- Saprosma fragrans
- Schradera campii
- Schumanniophyton problematicum
- Sericanthe odoratissima var. odoratissima
- Sericanthe odoratissima var. ulugurensis
- Simira wurdackii
- Tarenna drummondii
- Tarenna luhomeroensis
- Tarenna nilagirica
- Tarenna quadrangularis
- Temnocalyx nodulosus
- Tocoyena pittieri
- Tricalysia acidophylla
- Tricalysia africana
- Tricalysia anomala var. anomala
- Tricalysia anomala var. montana
- Tricalysia atherura
- Tricalysia concolor
- Tricalysia coriacea ssp. angustifolia
- Tricalysia obstetrix
- Tricalysia ovalifolia var. glabrata
- Tricalysia ovalifolia var. taylorii
- Tricalysia pedicellata
- Tricalysia schliebenii
- Tricalysia talbotii
- Trichostachys interrupta
- Urophyllum ellipticum
- Vangueria bicolor
- Vangueria randii ssp. vollesenii
- Vangueria volkensii var. kyimbilensis
- Vangueriopsis longiflora

#### Sandeltræ-ordenen(Santalales)

##### Loranthaceae
- Tapinanthus letouzeyi
- Tapinanthus preussii

##### Medusandraceae
- Medusandra richardsiana

##### Olacaceae
- Dulacia crassa
- Malania oleifera
- Octoknema orientalis
- Schoepfia harrisii
- Ximenia roigii

##### Opiliaceae
- Agonandra loranthoides
- Agonandra macrocarpa

##### Sandeltræ-familien(Santalaceae)
- Acanthosyris asipapote
- Santalum album
- Santalum freycinetianum var. lanaiense
- Santalum haleakalae
- Santalum insulare var. hendersonensis
- Santalum insulare var. marchionense

##### Viscaceae (se underSandeltræ-familien)
- Dendrophthora bulbifera
- Dendrophthora polyantha
- Dendrophthora sumacoi
- Dendrophthora tenuifolia
- Phoradendron canzacotoi
- Phoradendron pomasquianum

#### Sæbetræ-ordenen(Sapindales)

##### Sumak-familien(Anacardiaceae)
- Antrocaryon micraster
- Buchanania lanceolata
- Buchanania platyneura
- Campnosperma zeylanicum
- Comocladia cordata
- Euroschinus aoupiniensis
- Euroschinus jaffrei
- Gluta papuana
- Loxopterygium grisebachii
- Mangifera altissima
- Mangifera austro-indica
- Mangifera dewildei
- Mangifera flava
- Mangifera macrocarpa
- Mangifera minutifolia
- Mangifera orophila
- Mangifera pajang
- Mangifera pedicellata
- Mangifera pentandra
- Mangifera rufocostata
- Mangifera similis
- Mangifera sumbawaensis
- Mangifera transversalis
- Mangifera zeylanica
- Mauria killipii
- Mauria trichothyrsa
- Melanochyla fasciculiflora
- Melanochyla longipetiolata
- Ozoroa reticulata var. nyasica
- Pistacia cucphuongensis
- Pistacia mexicana
- Pseudospondias microcarpa var. hirsuta
- Rhus coriaria
- Rhus sp. nov. A
- Schinopsis haenkeana
- Schinus gracilipes var. pilosus
- Schinus longifolius var. paraguariensis
- Schinus venturi
- Sclerocarya gillettii
- Semecarpus gardneri
- Semecarpus marginata
- Semecarpus moonii
- Semecarpus nigro-viridis
- Semecarpus obovata
- Semecarpus parvifolia
- Semecarpus paucinervius
- Semecarpus pubescens
- Semecarpus subpeltata
- Semecarpus walkeri
- Tapirira bethanniana
- Tapirira chimalapana
- Thyrsodium herrerense
- Trichoscypha cavalliensis
- Trichoscypha mannii

##### Balsam-familien(Burseraceae)
- Aucoumea klaineana
- Boswellia aff. ameero
- Boswellia ameero
- Boswellia bullata
- Boswellia dioscorides
- Boswellia elongata
- Boswellia nana
- Boswellia ogadensis
- Boswellia popoviana
- Boswellia socotrana
- Bursera aromatica
- Bursera malacophylla
- Bursera tonkinensis
- Canarium fusco-calycinum
- Canarium luzonicum
- Canarium ovatum
- Canarium perlisanum
- Canarium pseudodecumanum
- Canarium pseudopatentinervium
- Canarium pseudopimela
- Canarium sarawakanum
- Canarium zeylanicum
- Commiphora alata
- Commiphora chaetocarpa
- Commiphora monoica
- Dacryodes breviracemosa
- Dacryodes elmeri
- Dacryodes expansa
- Dacryodes igaganga
- Dacryodes macrocarpa var. kostermansii
- Dacryodes macrocarpa var. patentinervia
- Dacryodes multijuga
- Dacryodes puberula
- Haplolobus beccarii
- Haplolobus bintuluensis
- Haplolobus inaequifolius
- Haplolobus kapitensis
- Haplolobus leenhoutsii
- Haplolobus sarawakanus
- Protium connarifolium
- Protium correae
- Protium inconforme
- Protium pittieri
- Protium tenuifolium ssp. meleodii
- Protium tenuifolium ssp. sessiliflorum
- Rosselia bracteata
- Santiria dacryodifolia
- Santiria impressinervis
- Santiria kalkmaniana
- Santiria nigricans
- Santiria rubiginosa var. latipetiolata
- Santiria sarawakana
- Tetragastris tomentosa

##### Paternostertræ-familien(Meliaceae)
- Aglaia aherniana
- Aglaia amplexicaulis
- Aglaia angustifolia
- Aglaia apiocarpa
- Aglaia archiboldiana
- Aglaia australiensis
- Aglaia barbanthera
- Aglaia basiphylla
- Aglaia bourdillonii
- Aglaia brassii
- Aglaia brownii
- Aglaia ceramica
- Aglaia chittagonga
- Aglaia cinnamomea
- Aglaia coriacea
- Aglaia costata
- Aglaia cremea
- Aglaia cumingiana
- Aglaia cuspidata
- Aglaia densisquama
- Aglaia flavescens
- Aglaia fragilis
- Aglaia integrifolia
- Aglaia laxiflora
- Aglaia lepiorrhachis
- Aglaia leucoclada
- Aglaia macrostigma
- Aglaia mariannensis
- Aglaia membranifolia
- Aglaia parksii
- Aglaia penningtoniana
- Aglaia perviridis
- Aglaia polyneura
- Aglaia puberulanthera
- Aglaia pyriformis
- Aglaia ramotricha
- Aglaia rivularis
- Aglaia rubrivenia
- Aglaia saltatorum
- Aglaia scortechinii
- Aglaia smithii
- Aglaia speciosa
- Aglaia subsesilis
- Aglaia tenuicaulis
- Aglaia variisquama
- Aglaia yzermannii
- Amoora dasyclada
- Aphanamixis cumingiana
- Cedrela odorata
- Chisocheton pauciflorus
- Chisocheton perakensis
- Chisocheton stellatus
- Dysoxylum angustifolium
- Dysoxylum ficiforme
- Dysoxylum palawanensis
- Dysoxylum turczaninowii
- Entandrophragma angolense
- Entandrophragma candollei
- Entandrophragma cylindricum
- Entandrophragma utile
- Guarea carapoides
- Guarea cartaguenya
- Guarea casimiriana
- Guarea caulobotrys
- Guarea cedrata
- Guarea convergens
- Guarea cristata
- Guarea guentheri
- Guarea humaitensis
- Guarea jamaicensis
- Guarea juglandiformis
- Guarea macropetala
- Guarea macrophylla ssp. macrophylla
- Guarea mayombensis
- Guarea polymera
- Guarea pyriformis
- Guarea sphenophylla
- Guarea thompsonii
- Guarea trunciflora
- Guarea velutina
- Khaya anthotheca
- Khaya grandifoliola
- Khaya ivorensis
- Khaya senegalensis
- Lovoa trichilioides
- Malleastrum leroyi
- Pseudocarapa championii
- Ruagea membranacea
- Ruagea ovalis
- Sandoricum vidalii
- Schmardaea microphylla
- Swietenia humilis
- Swietenia macrophylla
- Trichilia acuminata
- Trichilia areolata
- Trichilia bullata
- Trichilia casaretti
- Trichilia chirriactensis
- Trichilia emarginata
- Trichilia fasciculata
- Trichilia gamopetala
- Trichilia hispida
- Trichilia lepidota ssp. schumanniana
- Trichilia lovettii
- Trichilia magnifoliola
- Trichilia micropetala
- Trichilia ornithothera
- Trichilia pittieri
- Trichilia primogenita
- Trichilia ramalhoi
- Trichilia schomburgkii ssp. javariensis
- Trichilia silvatica
- Trichilia solitudinis
- Trichilia ulei
- Turraea adjanohounii
- Turraea fischeri ssp. eylesii
- Turraea socotrana
- Turraeanthus africanus

##### Rude-familien(Rutaceae)
- Amyris polymorpha
- Angostura alipes
- Boronella koniamboensis
- Burkillanthus malaccensis
- Chloroxylon swietenia
- Citropsis gabunensis
- Clausena calciphila
- Diphasiopsis fadenii
- Dutaillyea amosensis
- Esenbeckia leiocarpa
- Esenbeckia pentaphylla ssp. australensis
- Euodia macrocarpa
- Fagara externa
- Fagara mayu
- Flindersia laevicarpa
- Glycosmis chlorosperma var. bidiensis
- Glycosmis longisepala
- Glycosmis perakensis
- Maclurodendron parviflorum
- Maclurodendron pubescens
- Melicope hawaiensis
- Melicope jugosa
- Melicope kaalaensis
- Melicope sororia
- Melicope subunifoliolata
- Melicope wawraeana
- Merrillia caloxylon
- Monanthocitrus oblanceolata
- Oricia lecomteana
- Oxanthera aurantium
- Oxanthera brevipes
- Pleiospermium longisepalum
- Ravenia biramosa var. peruviana
- Teclea carpopunctifera
- Teclea hanangensis var. unifoliolata
- Thamnosma socotrana
- Vepris arushensis
- Vepris borenensis
- Vepris hanangensis var. hanangensis
- Vepris mandangoa
- Vepris morogorensis var. morogorensis
- Vepris samburuensis
- Vepris sansibarensis
- Vepris trifoliolata
- Zanthoxylum albuquerquei
- Zanthoxylum atchoum
- Zanthoxylum chevalieri
- Zanthoxylum deremense
- Zanthoxylum flavum
- Zanthoxylum harrisii
- Zanthoxylum hartii
- Zanthoxylum holtzianum
- Zanthoxylum lindense
- Zanthoxylum oahuense
- Zieria chevalieri

##### Sæbetræ-familien(Sapindaceae)
- Acer duplicatoserratum
- Acer longipes ssp. catalpifolium
- Acer miaotaiense
- Acer miyabei ssp. miaotaiense
- Acer negundo ssp. mexicanum
- Acer oblongum var. Microcarpum
- Aesculus wangii
- Alectryon repandodentatus
- Allophylus agbala
- Allophylus aldabricus
- Allophylus bullatus
- Allophylus chirindensis
- Allophylus pachyphyllus
- Allophylus roigii
- Allophylus zeylanicus
- Allophylus zimmermannianus
- Arytera nekorensis
- Atalaya natalensis
- Athyana weinmannifolia
- Camptolepis ramiflora
- Chytranthus obliquinervis
- Cossinia trifoliata
- Cupaniopsis acuticarpa
- Cupaniopsis bullata
- Cupaniopsis euneura
- Cupaniopsis globosa
- Cupaniopsis napaensis
- Cupaniopsis phanerophleibia
- Cupaniopsis strigosa
- Deinbollia insignis
- Deinbollia maxima
- Deinbollia molliuscula
- Deinbollia rambaensis
- Deinbollia saligna
- Diplokeleba herzogi
- Elattostachys aiyurensis
- Elattostachys dzumacensis
- Elattostachys erythrocarpum
- Elattostachys goropuensis
- Elattostachys rubrofructus
- Glenniea penangensis
- Glenniea unijuga
- Guioa asquamosa
- Guioa bicolor
- Guioa malukuensis
- Guioa melanopoda
- Guioa molliuscula
- Guioa multijuga
- Guioa normanbiensis
- Guioa novobritannica
- Guioa oligotricha
- Guioa patentinervis
- Guioa pauciflora
- Guioa plurinervis
- Guioa scalariformis
- Guioa unguiculata
- Guioa venusta
- Guioa waigeoensis
- Litchi chinensis var. euspontanea
- Nephelium costatum
- Nephelium hamulatum
- Paullinia navicularis
- Placodiscus bancoensis
- Placodiscus boya
- Placodiscus bracteosus
- Placodiscus oblongifolius
- Placodiscus opacus
- Placodiscus paniculatus
- Sapindus oahuensis
- Sinoradlkofera minor

##### Kvassia-familien(Simaroubaceae)
- Alvaradoa jamaicensis
- Gymnostemon zaizou
- Hannoa kitombetombe
- Nothospondias staudtii
- Picramnia bullata
- Picrasma excelsa
- Pierreodendron kerstingii
- Quassia sanguinea
- Soulamea terminalioides

#### Natskygge-ordenen(Solanales)

##### Snerle-familien(Convolvulaceae)
- Ipomaea chrysocalyx
- Ipomoea pulcherrima
- Metaporana obtusa
- Seddera fastigiata
- Seddera semhahensis
- Seddera spinosa

##### Natskygge-familien(Solanaceae)
- Brugmansia aurea
- Brugmansia longifolia
- Brunfelsia jamaicensis
- Brunfelsia membranacea
- Brunfelsia splendida
- Deprea ecuatoriana
- Iochroma lehmannii
- Iochroma longipes
- Larnax andersonii
- Larnax psilophyta
- Lycianthes hypochrysea
- Markea epifita
- Markea spruceana
- Sessea sodiroi
- Solanum asteropilodes
- Solanum chilliasense
- Solanum circinatum ssp. ramosa
- Solanum corymbiflora ssp. mortoniana
- Solanum exiguum
- Solanum fortunense
- Solanum hypermegethes
- Solanum imbaburense
- Solanum interandinum
- Solanum leiophyllum
- Solanum regularifolium
- Solanum roseum
- Solanum sibundoyense
- Trianaea naeka

#### Nælde-ordenen (Urticales)

##### Cecropiaceae
- Cecropia maxima
- Cecropia tubulosa
- Cecropia utcubambana
- Cecropia velutinella
- Coussapoa curranii
- Coussapoa floccosa
- Pourouma hirsutipetiolata ssp. hirsutipetiolata
- Pourouma melinonii ssp. glabrata
- Pourouma oraria

##### Morbær-familien(Moraceae)
- Artocarpus blancoi
- Artocarpus hypargyreus
- Artocarpus nobilis
- Artocarpus rubrovenia
- Artocarpus treculianus
- Brosimum utile ssp. darienense
- Dorstenia prorepens
- Dorstenia socotrana
- Ficus aguaraguensis
- Ficus bizanae
- Ficus bojeri
- Ficus calyptroceras
- Ficus chlamydocarpa ssp. fernandesiana
- Ficus lacunata
- Ficus lapathifolia
- Ficus mexiae
- Ficus mutabilis
- Ficus pakkensis
- Ficus pulchella
- Ficus reflexa ssp. seychellensis
- Ficus ulmifolia
- Mesogyne insignis
- Milicia regia
- Naucleopsis chiguila
- Naucleopsis oblongifolia
- Sorocea guilleminiana
- Streblus sclerophyllus

##### Elme-familien(Ulmaceae)
- Celtis balansae
- Celtis lindheimeri
- Celtis luzonica
- Phyllostylon orthopterum
- Ulmus elongata
- Ulmus wallichiana
- Zelkova abelicea

##### Nælde-familien(Urticaceae)
- Neraudia melastomifolia
- Pilea myriophylla
- Pilea napoana
- Pilea schimpfii
- Pipturus argenteus var. argenteus
- Pipturus schaeferi

## Eksterne links
- IUCNs Rødliste over truede arter, version 2015-4 (engelsk). Linket er kontrolleret den 27. januar 2016